# Парфенон
37°58′17″ пн. ш. 23°43′36″ сх. д. / 37.97139° пн. ш. 23.72667° сх. д.
Парфенон, або Партенон, (дав.-гр. Παρθενών, грец. Παρθενώνας) — головний храм Афінського акрополя, присвячений богині Афіні Парфенос, покровительці міста та всієї Аттики; визначна пам'ятка давньогрецького мистецтва.
Був зведений до 438 року до н. е. за 10 років. Зазнав руйнування 1687 року під час облоги Акрополя венеційцями періоду війни з турками. У 1801—1803 роках частина скульптур, метоп та фрагментів фризу Парфенона вивезена до Лондона британським послом в Османській імперії Томасом Брюсом Елгіном і з 1816 року експонуються в Британському музеї. Їх менша частина зберігається в Афінах і експонується в Новому музеї Акрополя, відкритому в червні 2009 року.

## Етимологія
Походження слова «Парфенон» походить від дав.-гр. Παρθενών, що означає «діва, дівчина», а також «незаймана, незаміжня жінка». Нідерландський лінгвіст та професор Роберт Бікес вважає «прийнятною» його етимологію від індоєвропейського кореня *psteno- («груди»), виходячи з ідеї «та, що має виступаючі груди».
Існують різні теорії щодо того, яке саме приміщення називалося Парфеноном. За однією з версій, це була західна целла Парфенона, що також припускав історик Дж. Б. Б’юрі. Інша гіпотеза стверджує, що Парфеноном називали приміщення, де Аррефори (група з чотирьох дівчат, щорічно обраних для служіння Афіні) ткали пеплос, який підносили богині під час Панафінейських свят.

## Античний храм

### Історія спорудження

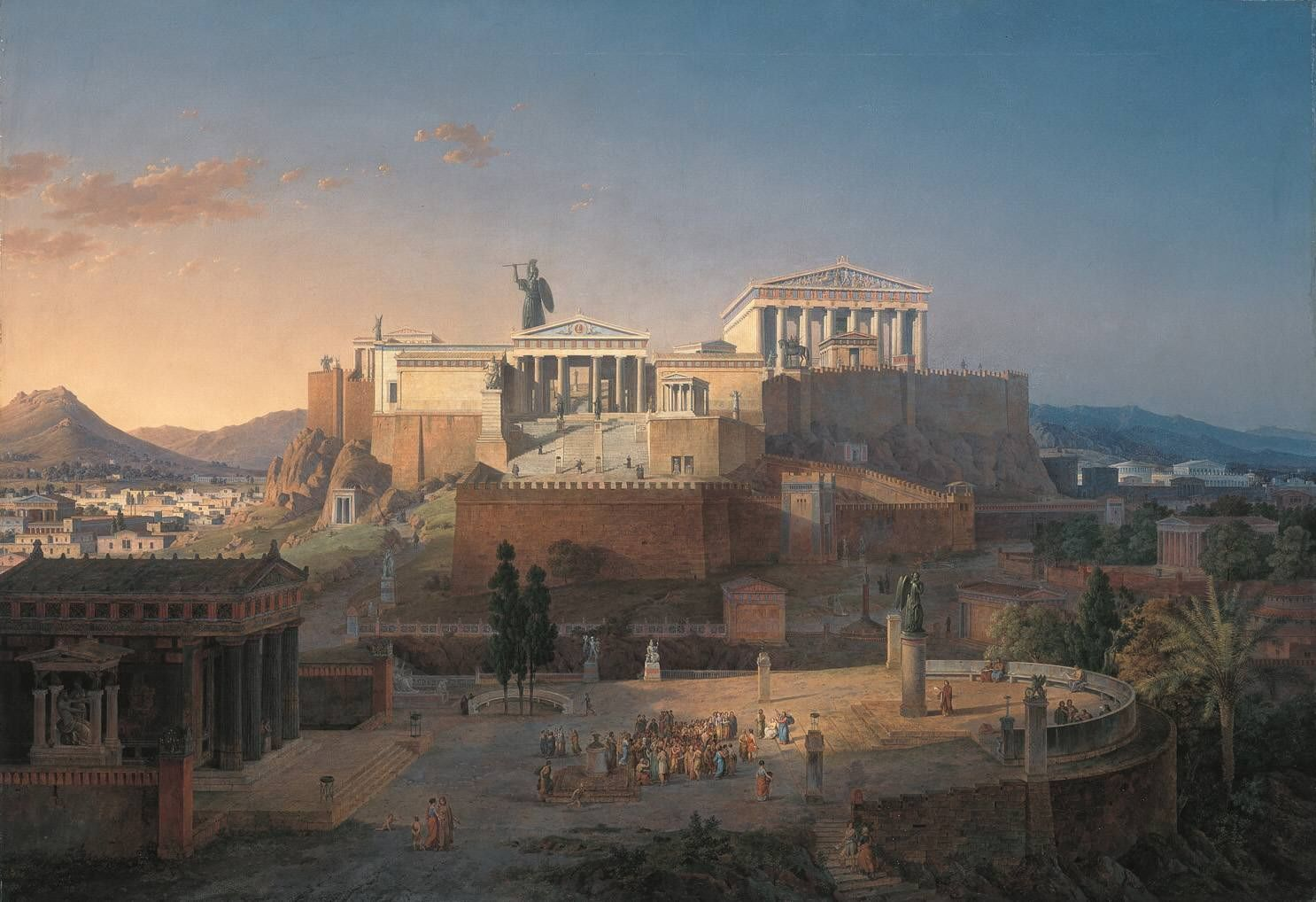
Реконструкція акрополя у золоту добу Афін Лео фон Кленце (над акрополем височіє статуя Афіни Промахос)

Парфенон побудовано на найвищому пункті Афінського акрополя, на місці давнього святилища, закладеного ще до навали персів, імовірно, в добу правління Пісістрата. Він слугував храмом ще давнішого палацу мікенського періоду і в історіографії отримав назву гекатомпедона. Руїни його відкрив і дослідив в 1930-х роках німецький архітектор та дослідник класики Вільгельм Дерпфельд.
Дерпфельд також встановив, що близько 490-488 до н. е. на місці гекатомпедону почали споруджувати новий храм, аби віддячити Афіні за перемогу над персами під Марафоном. Існування цього Прадавнього Парфенона відоме також завдяки свідченням Геродота. Якщо довжина гекатомпедону становила 32 м, то розміри Прадавнього Парфенона в плані були близькими до нинішнього храму. Тому посеред південного схилу звели підпірну стіну, а в основу пагорба уклали вапняні блоки, аби підняти будівельний майданчик над скелею приблизно на 7 м. Цей храм являв собою периптер і мав по 6 та 16 колон по ширині та довжині. Відомо, що його стилобат та сходи виконали з мармуру. Проте 480 до н. е., коли будівельникам вдалось звести колони тільки до висоти другого барабану, місто спустошило перське військо Ксеркса. Будівництво припинилось на майбутні 30 років.
Після закінчення вже на підготовленому майданчику вирішено спорудити новий, більш величний і розкішний храм. У будівництві задіяли найкращих з тодішніх художників і витратили величезні кошти. Будівельниками Парфенона називають давньогрецьких архітекторів Іктіна і Каллікрата. Дослідники класики вважають, що першому належав проект будівлі, а другий керував ходом будівельних робіт. Великий скульптор Фідій виконав оздоблення і разом з Периклом спостерігав за будівництвом.
Дату початку будівництва науковцям вдалось точно встановити завдяки фрагментам мармурових дощечок, на яких афінська влада представляла громадянам полісу офіційні постанови та фінансові звіти. Для афінян такі написи були засобом контролю за витратами та боротьби із казнокрадством. Парфенон споруджували з 446-447 до н. е. (у Стародавніх Афінах рік починався від дня літнього сонцестояння) впродовж десяти років. В перший рік кошти виділені на видобуток та доставку пентелійського мармуру в місто. Витрати, передбачені на 444—443 роки до н. е. на деревину, пов'язані зі зведенням будівельних риштувань. Про те, що до 438—437 року до н. е. статуя Афіни Парфенос вже була завершена Фідієм, свідчить продаж золота, що залишилось після закінчення робіт. Освячення храму відбулося на святі Панафіней в 438 до н. е., проте обробка (головним чином, скульптурні роботи) тривала до 432 до н. е.

### Архітектура

Гіперболізована схема кривини Парфенона

Схема конструкції та скульптурного оздоблення античного Парфенону

Парфенон являє собою мармуровий доричний периптер шириною 30,89 м та довжиною 69,54 м із числом колон — відповідно по 8 та 17, висота колон становить 10,43 м. Відмінна риса Парфенона — те, що внутрішнє приміщення поділялось на дві частини. Головний вхід був облаштований на сході і вів у велику залу — наос, оточену з трьох сторін двоярусною колонадою, де встановили хрисоелефантинну статую Афіни Парфенос роботи Фідія.
Архітектори Парфенона Іктін і Каллікрат не тільки відмінно знали про існування проблем оптичних ефектів, але й використали систему прийомів, аби їх компенсувати. Так, ще в середині 19 століття англійський архітектор Чарльз Роберт Кокерелл, який побував в Афінах, щоб придбати скульптури із Храму Аполлона в Бассах в Пелопоннесі, помітив, що при швидкому огляді колон здається, ніби вони звужуються від основи до верхньої частини. Насправді, як показали вимірювання, колони товщі в середній частині. Цей прийом сучасній архітектурі відомий як ентазис. Дослідники також виявили, що колони не стоять перпендикулярно основі, а нахилені під незначним кутом до внутрішньої частини. Сучасні підрахунки довели: колони східного і західного фасадів Парфенона, якщо їх висоту продовжити, поєдналися б на висоті близько 5 000 метрів від рівня підлоги храму. Крім того, платформа, на якій стоять колони — стилобат — при спогляданні здається горизонтальною, але насправді вона дещо піднята всередині. Цей прийом також міг служити і суто практичним цілям. Наприклад, під час сильної зливи форма стилобату дозволяла воді швидко витікати з храму. Звичайному спостерігачу здається, що і колони мають однакову товщину, проте колони, розташовані в кутах будівлі, товщі за інші.

У певний момент історії Парфенона (до 2 століття нашої ери — часу подорожі Павсанія) перед статуєю Афіни створили неглибокий басейн. Зупиняючи свою увагу на цій деталі, Павсаній пояснює, що басейн слугував для збільшення вологості всередині храму, аби слонова кістка в умовах афінського клімату не висихала. Сучасні дослідники вважають, що басейн міг слугувати і для відбиття світла, яке попадало в храм зі сходу та через два вікна, розташованих високо на східній стіні. З цього ж кінця будівлі сходами, облаштованими у товстій стіні храму, піднімались на дах храму. Більше двох століть історики сперечаються, якою була конструкція даху Парфенона, від якої після вибуху 1687 року на лишилось жодного фрагменту. У 19 столітті ще не було відомо про існування двох вікон, тому науковці припускали, що над центральною частиною храму взагалі не існувало даху. Сучасні дослідники вважають: дах, який підтримувався дерев'яними кроквами, повністю накривав храм і був виготовлений із мармурової плитки. 

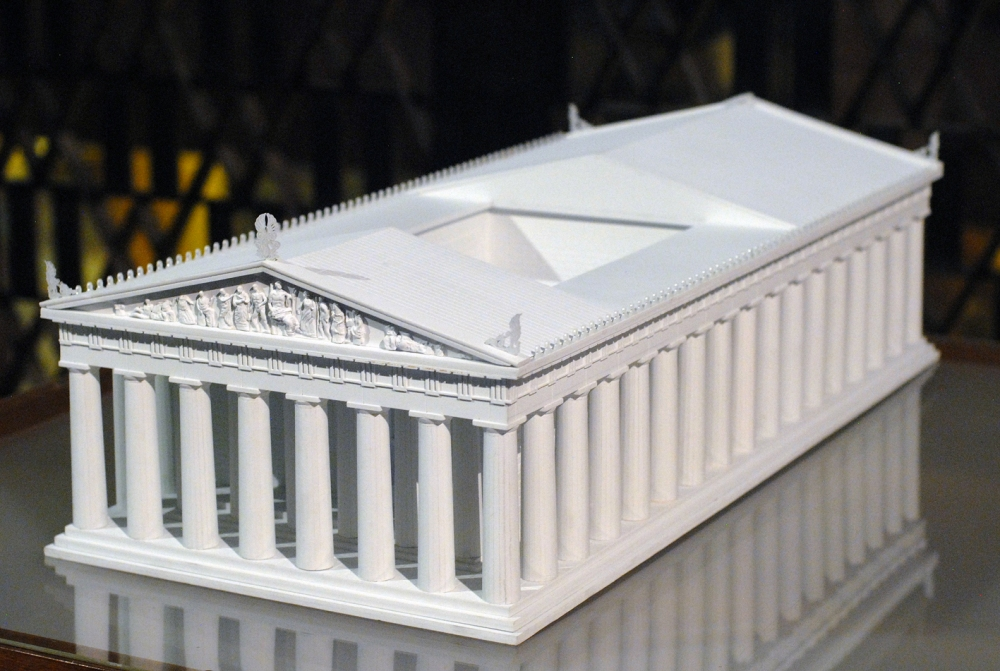
Модель Парфенону

В античності між східною і західною залами дверей не було. Їх облаштували вже християни. В античну добу у західній залі існували власні двері, увійти до неї можна було тільки через них. Характерна риса західної прибудови — чотири колони в центрі, а також густа темрява, оскільки вікон не було. Вважається, що саме тут розміщувалась скарбниця Афінського морського союзу, перенесена в Афіни 454 до н. е. Збереглось кілька фрагментів опису скарбів Парфенону, викарбуваних на кам'яних табличках його скарбничими. Датуються вони кінцем 4 століття до н. е. Згідно з цими документами, в Парфеноні зберігались священні культові предмети, багаті і скромні підношення громадян. Так, за фрагментом перепису 434—433 років до н. е., тільки в передньому портику зберігалось 113 срібних чаш для жертвопринесень, три срібних ритони, три срібні кубки, срібна лампа; у східній залі поруч зі статуєю Афіни зберігались три золоті чаші, золота жіноча статуетка і одна срібна чаша; найбільше предметів зберігалось в західній залі: 6 перських кинджалів, позолочена ліра, срібна маска, 6 тронів, 10 кушеток із Мілета, 2 цвяхи із позолоченого срібла і понад 70 щитів. Деякі дари приносились богині Афіні і належали безпосередньо їй: зокрема, золота статуетка корови, принесена 370 до н. е. деякою Смікіфою, або золотий перстень «Доркаса, чужоземця, що мешкає в Піреї», або золотий ритон, принесений богині Афіні Роксаною, дружиною Александра Македонського. На стінах Парфенона були облаштовані полиці, а на підлозі стояли скрині. Для захисту скарбів використовували перегородки та решітки, встановлені між внутрішнім рядом колон у східній і західній частині храму. Сліди від решіток помітні і нині.

### Скульптурне оздоблення

Розташування метоп та скульптурного фризу Парфенона, східний фронтон

Парфенон відрізнявся винятковою співмірністю частин, синтезом доричного та іонічного ордерів, величчям і людяністю архітектурних та скульптурних образів. Внутрішній фриз та метопи на фронтоні прикрашали зображення міфологічних сцен: 14 метоп східного фронтону зображували битву героїв і гігантів, 14 метоп західного фронтону — битву греків та амазонок, 32 метопи південної сторони храму — битву греків з кентаврами та 32 метопи північної сторони — битву греків з троянцями. Внутрішній фриз (або зофор), який йшов навколо целли, оздоблений безперервною сценою урочистої процесії із колісницями, вершниками на конях, фігурами богів та людей. Дослідники і досі сперечаються щодо значення цієї процесії. Найпоширеніші версії припускають, що це може бути хода під час свята Панафіней із центральною сценою принесення нового пеплоса статуї Афіни, яка і слугувала вінцем Панафіней; або ж це поховальна хода, а центральна композиція зображує приготування дитини до жертвоприношення. Скульптури східного фронтону об'єднані у цілісну композицію Народження Афіни, західного фронтону — Суперечки між Афіною та Посейдоном за покровительство над Аттикою.

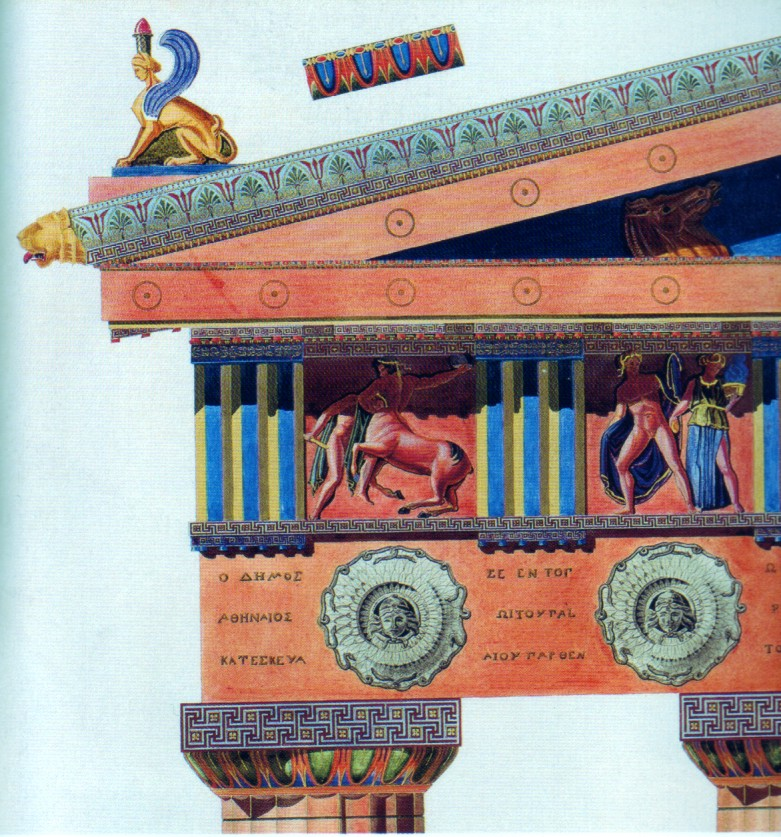
Деталь реконструкції поліхромного фронтону Парфенона, виконаної Готфрідом Земпером

Подібно до інших давньогрецьких сакральних споруд, Парфенон був поліхромним. Існують кілька реконструкцій поліхромного вигляду Парфенона, одна з найвідоміших та найближчих до оригіналу виконана німецьким архітектором Готфрідом Земпером. 2009 року реставратор Британського музею Джованні Веррі оприлюднив результати дослідження поліхромії Парфенона, базуючись на вивченні залишків фарб мармурів Елгіна. Він вважає, що у пам'ятниках Парфенона використовувалися, перш за все, червона і синя фарби, через які просвічувався природний відтінок мармуру, а також позолота. Основний принцип грецької античної поліхромії полягав в тому, що всі великі частини будівлі, всі широкі площини (щаблі, колони, стіни целли) залишали нерозфарбованими, тобто нижня частина храму залишалась білою. Одночасно всі ефекти поліхромії зосереджували на дрібних елементах будівлі, а також його верхній частині. Всі горизонтальні деталі підкреслювали червоним кольором — виїмки на капітелі, верхню смужку архітраву і нижню поверхню карнизу. Вертикальні елементи виділяли темно-синім або чорним кольором, зокрема тригліфи.
З античних часів до нас дійшов тільки один короткий опис Парфенона, який становить один абзац в «Описі Еллади» Павсанія, вихідця із Малої Азії, що подорожував Грецією у 2 столітті нашої ери, через 6 століть після спорудження храму. Павсаній мандрував грецькими містами тоді, коли Греція стала римською провінцією і не мала навіть власної армії. Втім Афіни все ще славились як місто філософів і поетів, а афінські пам'ятники залишались настільки ж привабливими для мандрівників, як і нині.

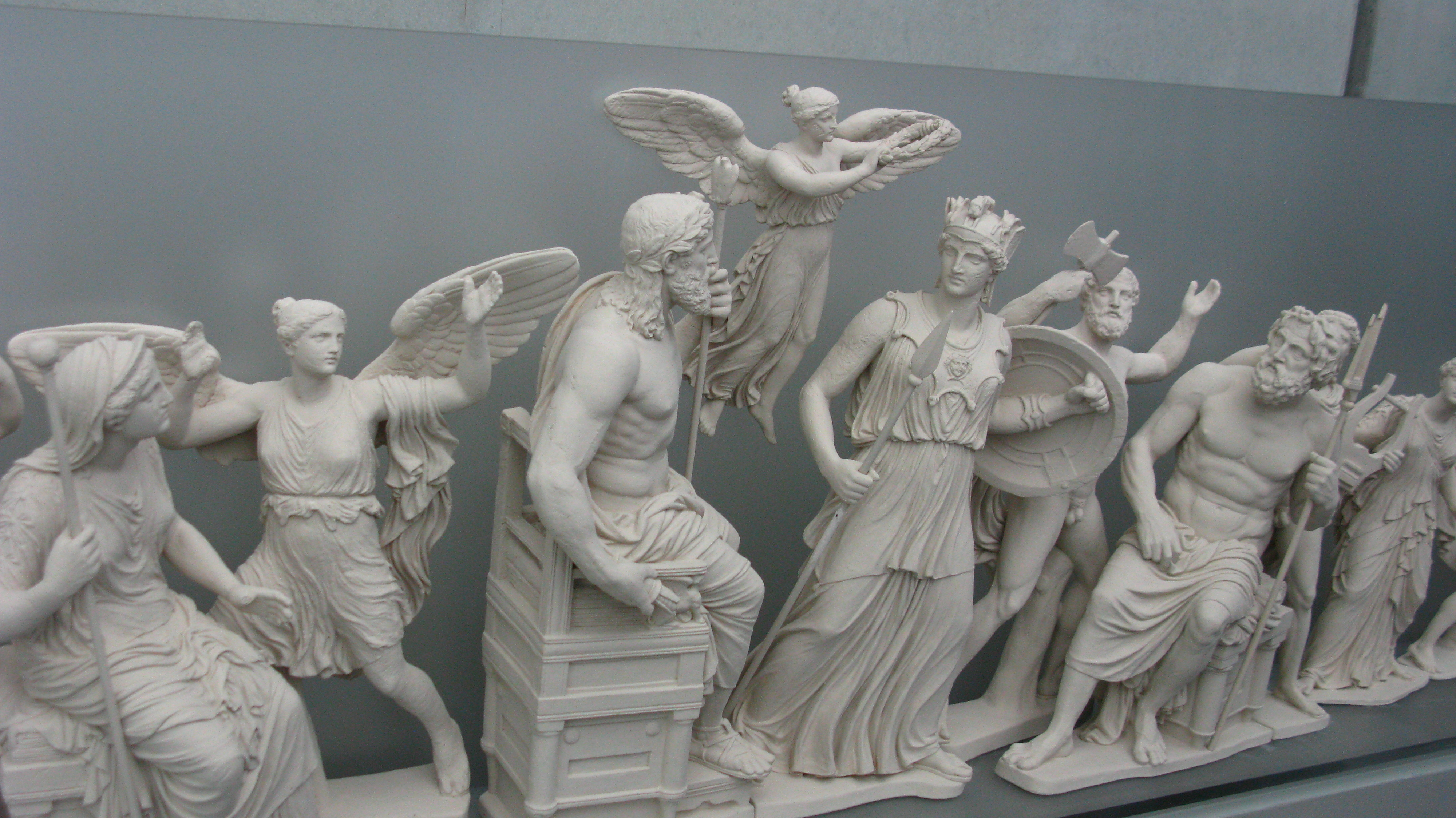
Реконструкція скульптурної композиції східного фронтону Парфенона: Народження Афіни

Прибувши в Афіни, Павсаній одразу ж вирушив до Акрополя. У першій книзі своєї десятитомної праці він оповідає, як діставався до грецького узбережжя поблизу Афін, як плив на кораблі повз святилище на мисі Суніон. В Афінах перед мандрівником постала безліч пам'яток: статуї, створених найвідомішими грецькими скульпторами, гробниці знатних афінян у зовнішньому Керамікосі, урядові будівлі, святилища, фрески, мозаїки, що зображували великі перемоги афінян в добу розквіту, до римського завоювання. Однак з середини першого тому Павсаній оповідає тільки про Акрополь. В ті часи Афінський акрополь був не тільки головним святилищем в місті, але й пам'ятником громадянської слави. Саме тому на ньому було стільки статуй, усипальниць тощо. Про найзначніші пам'ятки Павсаній оповідає в усіх подробицях, навіть із легендами, які оточували описувані об'єкти. Проте коли наступає черга «храму, який називається Парфенон», розповідь Павсанія стає відносно невиразною. Спочатку він описує сцени, зображені на двох фронтонах храму:
| Коли Ви роздивляєтесь так званий передній фронтон, можна побачити, що його скульптури зображують народження Афіни. Сюжет заднього фронтону складає суперечку Афіни та Посейдона за панування в Аттиці[14]. |

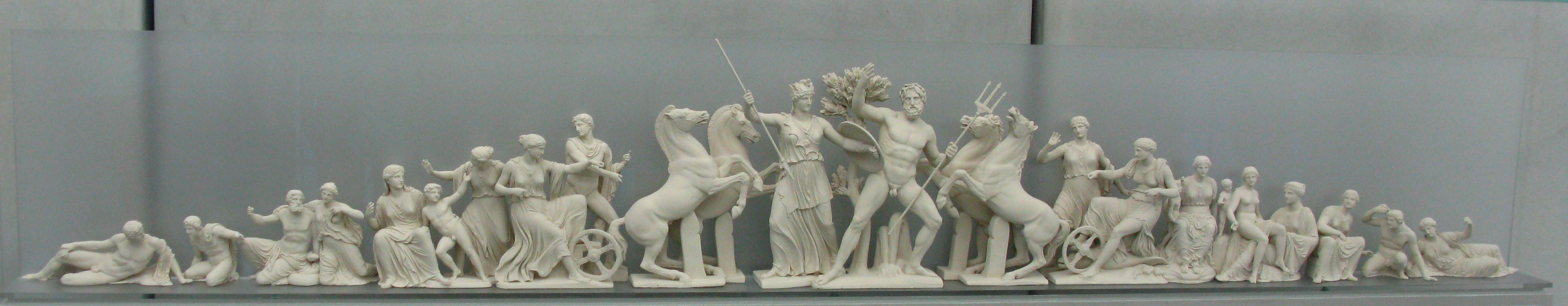
Реконструкція скульптурної композиції західного фронтону Парфенона: «Суперечка між Афіною та Посейдоном»

Завершує оповідь Павсаній описом скульптурних портретів римського імператора Адріана та афінського стратега Іфікрата, що розміщувались всередині храму, а також розповіддю про розпис Парфенона із зображенням афінського полководця Фемістокла та про портрет деякого Геліодора, чию могилу Павсаній бачив під час подорожі в Елефсин.
Головна увага Павсанія прикута до назавжди втраченої статуї Афіни Парфенос, яка займала в Парфеноні центральне місце. Він описує, що скульптура виготовлена із золота та слонової кістки, одягнена в пеплос. На голові Афіни виблискує на сонячному промінні майстерно виконаний шолом, в центрі якого зображений сфінкс, а по боках — грифони. Груди богині закриває егіда із головою Медузи Горгони в центрі — одного з чудовиськ, переможених Афіною. П'єдестал також прикрашали скульптури, які змальовували сцени із міфа про Пандору — першу смертну жінку. Афіна тримає в руці спис, а поряд із богинею щит, обвитий змієм. Павсаній припускає, що цей змій — образ Ерихтонія, сина Афіни.
Те, що залишилось поза описом Павсанія викликає нині найбільший інтерес дослідників. Досі не існує одностайної думки, чому він не згадав про скульптурний фриз Парфенона, чому не назвав навіть архітекторів храму. Враховуючи значну висоту, на якій за зовнішньою колонадою розміщувались метопи фризу (це майже унеможливлювало їх споглядання), серед найпоширеніших припущень висувається те, що Павсаній, імовірно, оцінив скульптури фризу набагато нижче, аніж статую Афіни Парфенос.

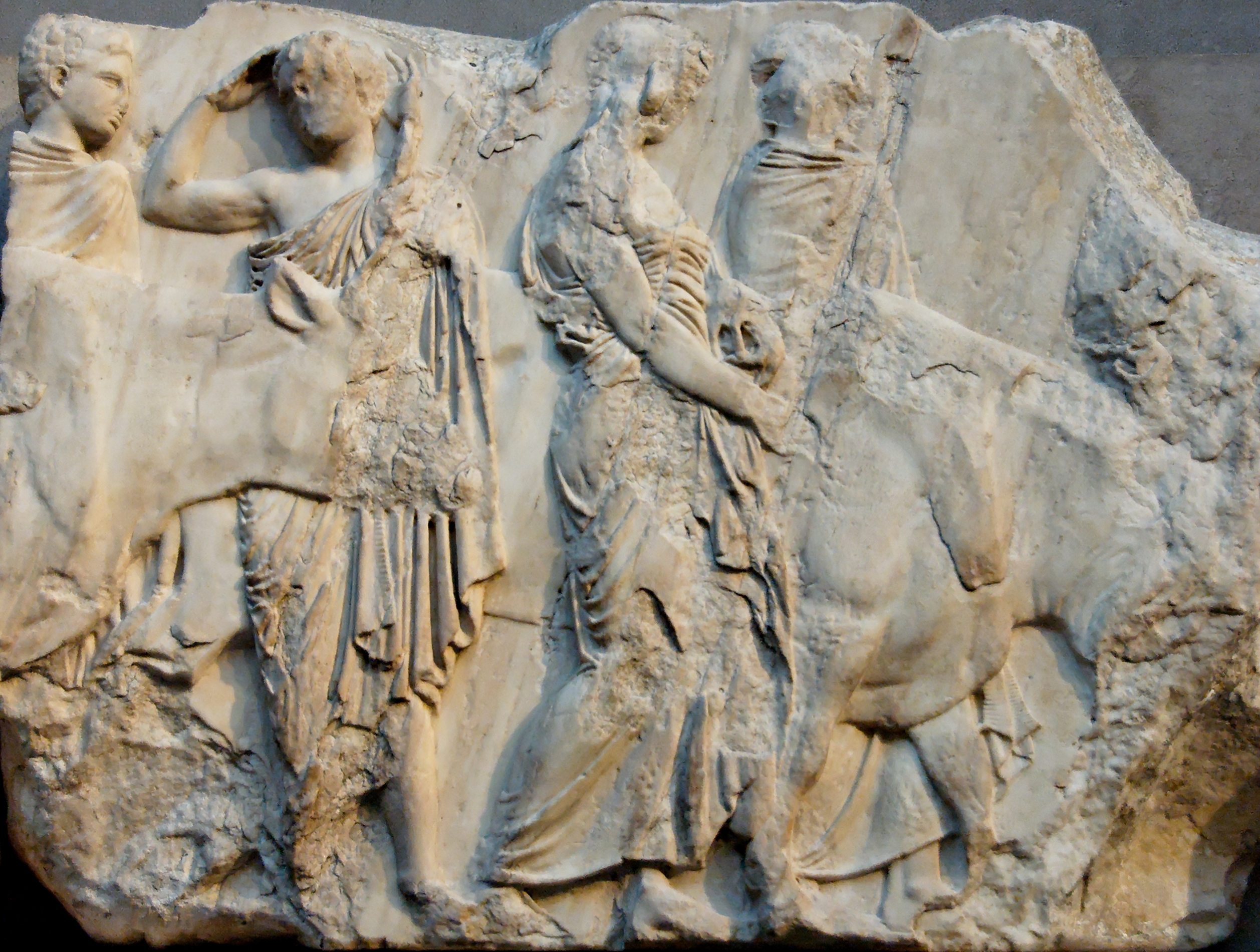
Жертовна процесія, південний фриз
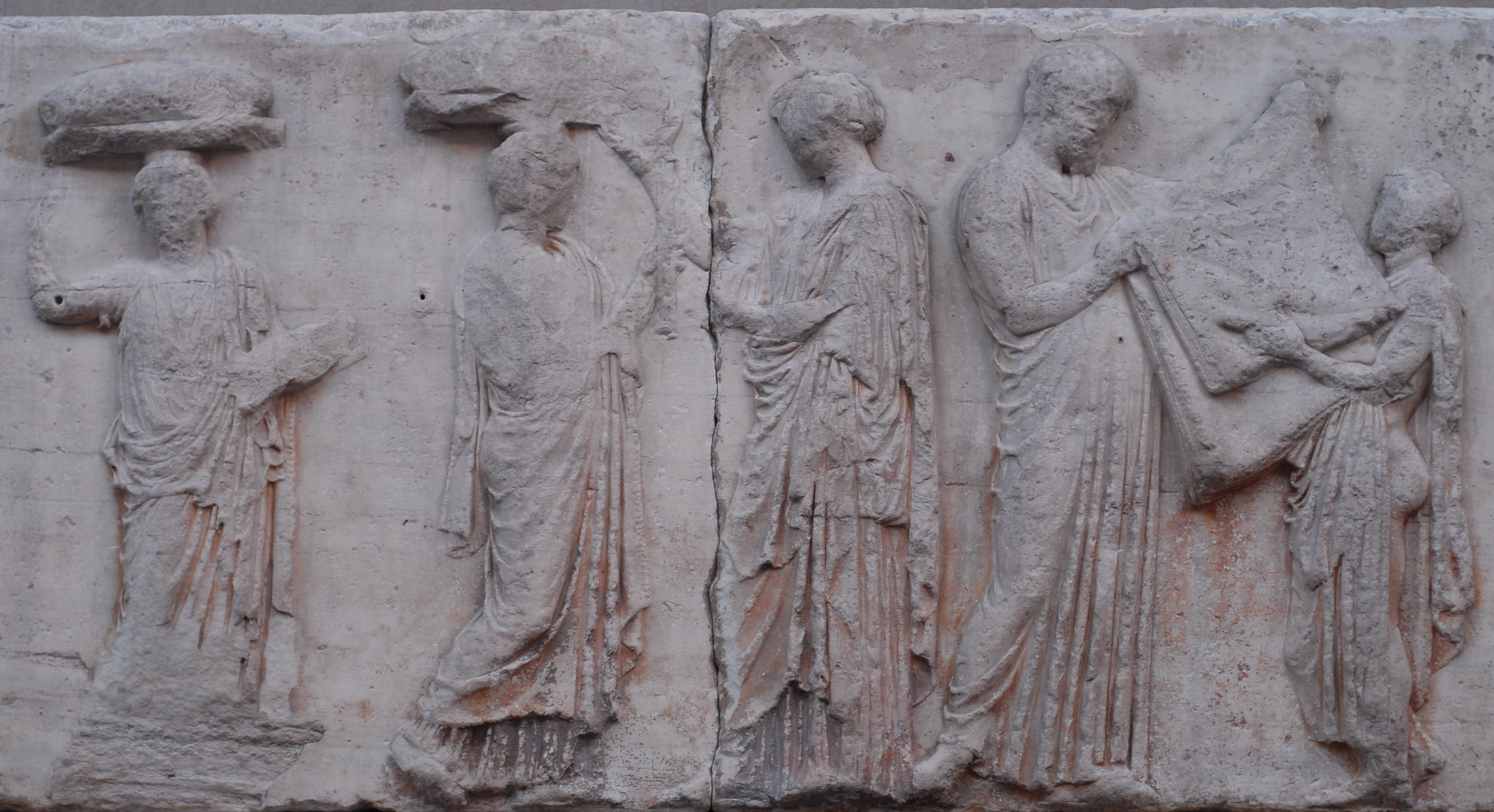
Центральна сцена східного фризу — Сцена з пеплосом
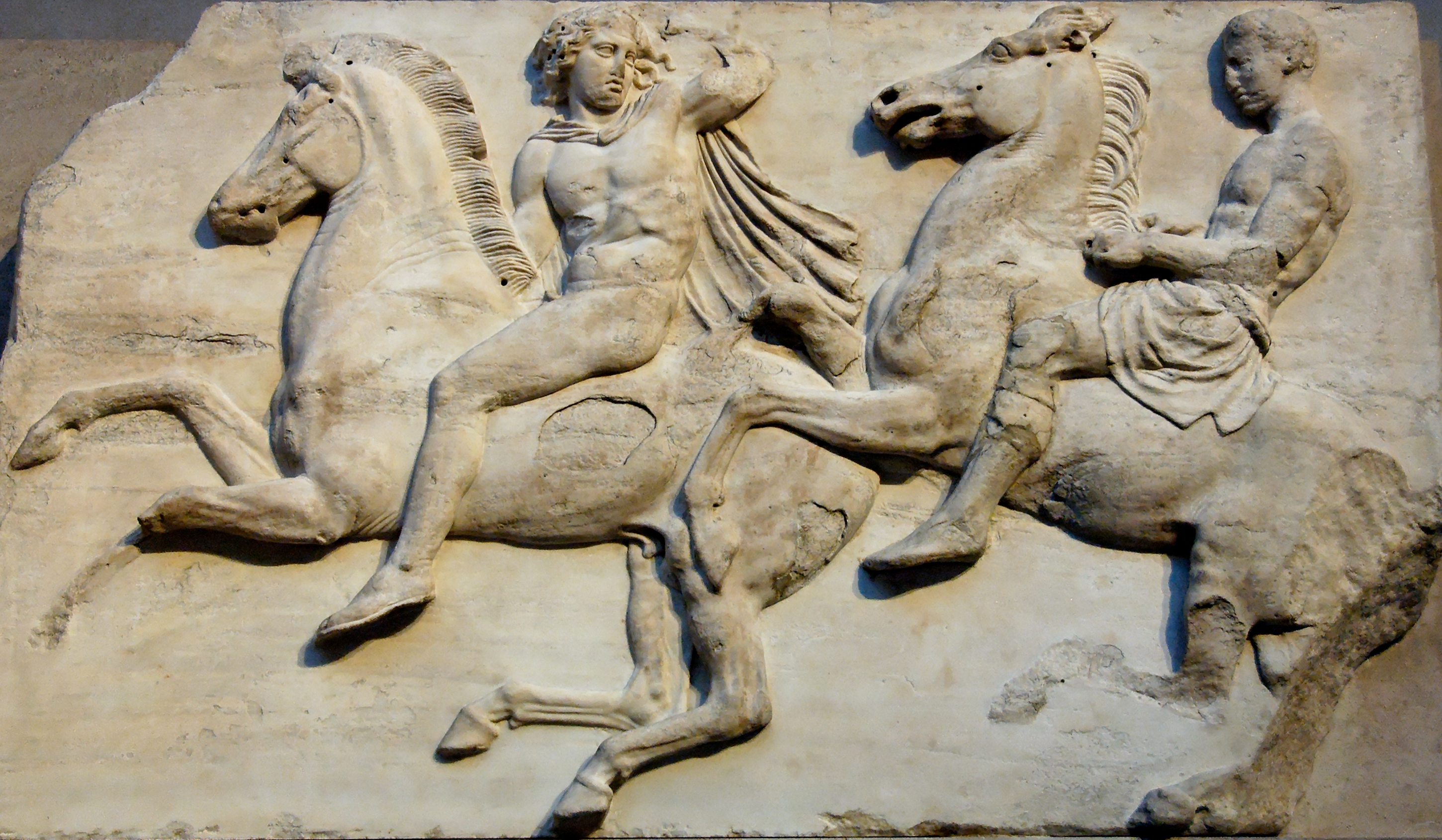
Кавалькада, західний фриз
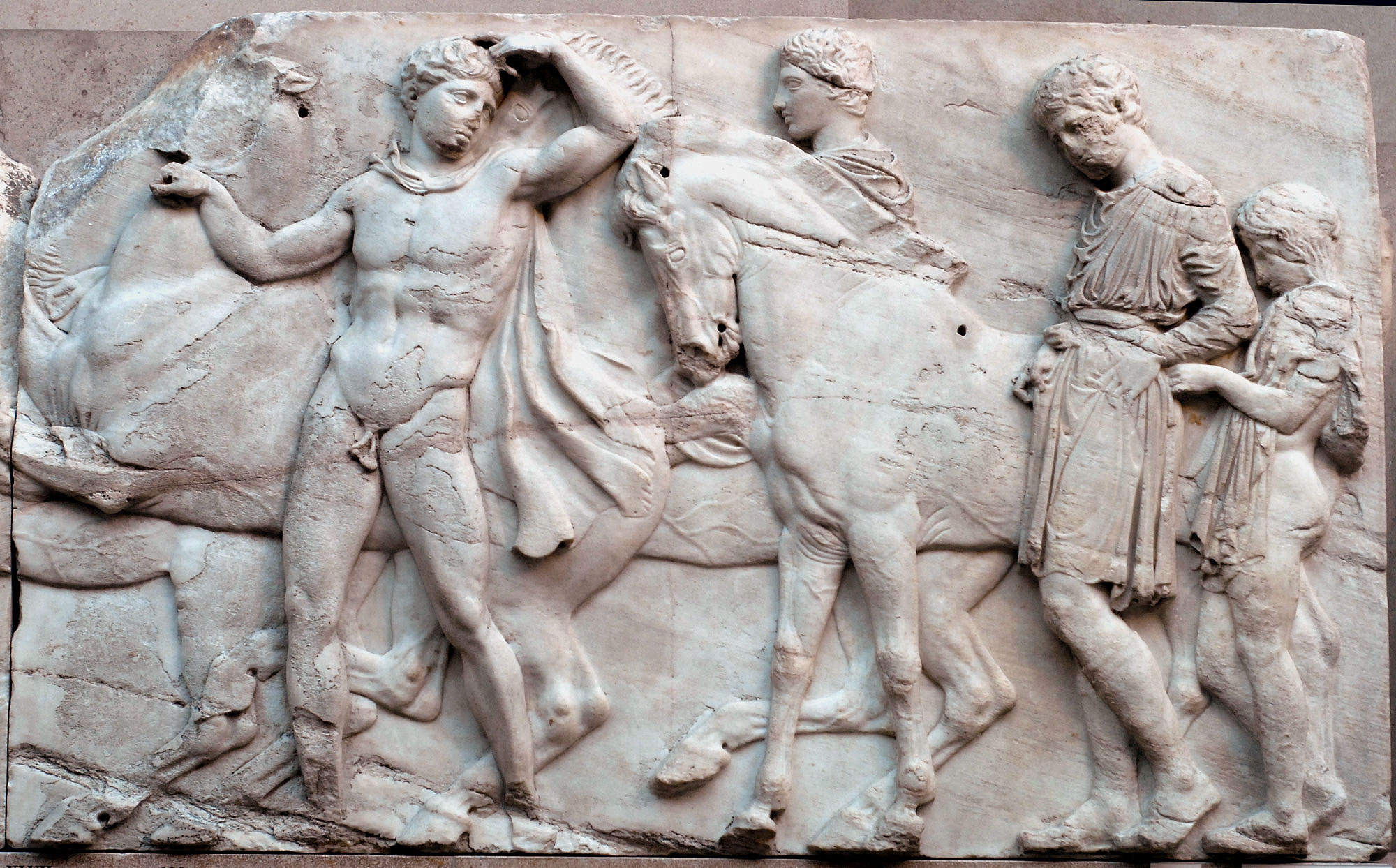
Жертовна процесія, північний фриз

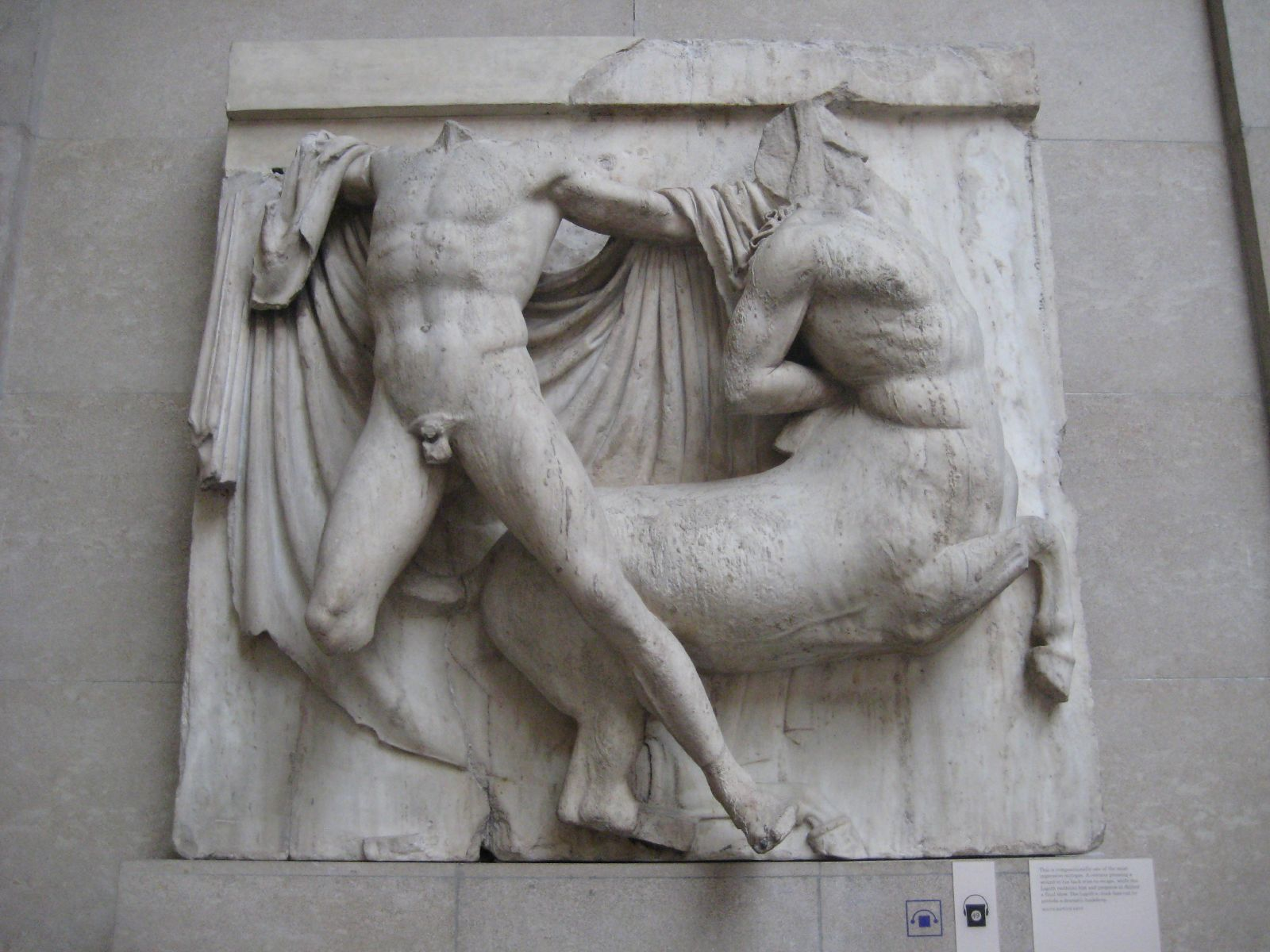
Південні метопи. Ліворуч одна з найвиразніших метоп. Кентавр намагається втекти, але молодий грек готується завдати вирішального удару. Використані максимальні можливості рельєфу. Фігура грека стоїть, майже не торкаючись стіни.
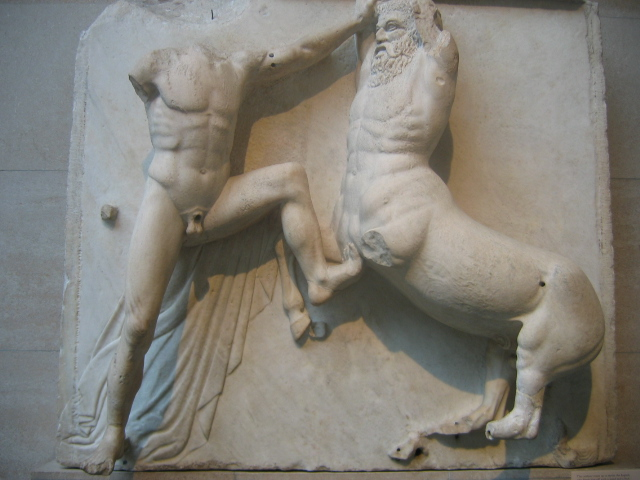
Праворуч метопа другорозрядної роботи: у кентавра відсутня шия, а у грека одна нога значно коротша за іншу. Ці метопи ілюструють різний рівень майстерності скульпторів Парфенона.

### Подальша історія
Грецька політика різко змінилась після вивищення Македонії за царя Філіппа ІІ. Остаточного удару могутності Афін завдав Александр Великий, коли 323 до н. е. надіслав у місто військовий гарнізон і покінчив із демократією. Відомо, що навіть Александр не зміг встояти перед спокусою слави за благовоління до Парфенона. Він наказав розмістити на східному фронтоні 14 щитів, а також приніс в дар Афіні обладунки 300 переможених перських воїнів. По смерті Александра Парфенон неодноразово ставав жертвою нерозсудливих тиранів. Так, наприкінці 4 століття до н. е. у Парфеноні оселився разом зі своїми коханками Деметрій I Поліоркет, відомий своєю жорстокістю. На початку 3 століття до н. е. афінський тиран Лахар зняв золотий одяг зі статуї Афіни Парфенос, аби сплатити борг своїм солдатам, а також щити Александра. На початку 2 століття до н. е. заможний представник пергамської династії Атталідів встановив у Парфеноні пам'ятник на честь одного зі своїх пращурів, який розташовувався майже впритул до стіни, праворуч від парадного входу в храм. Цей монумент мав форму величезного п'єдесталу, висота його трохи не сягала даху Парфенона. В 31 до н. е., коли слава Атталідів відійшла у минуле, монумент перейменували на честь римського імператора Августа.
Жодне з античних джерел не згадує про пожежу у Парфеноні, проте археологічні розкопки довели, що вона сталась в середині 3 століття до н. е., найімовірніше, під час нашестя варварського племені герулів, які розграбували Афіни 267 до н. е. Внаслідок пожежі зруйнувався дах Парфенона, а також майже вся внутрішня арматура та перекриття. Мармур потріскався. У східній прибудові зруйнувалась колонада, обидві основні двері храму та другий фриз. Якщо в храмі зберігались присвячувальні написи, вони безповоротно втрачені. Реконструкція після пожежі не ставила своїм завданням повністю відновити вигляд храму. Теракотовий дах навели тільки над внутрішніми приміщеннями, а зовнішня колонада опинилась незахищеною. Колони двох рядів у східній залі замінили на подібні. Виходячи з архітектурного стилю відновлених елементів, вдалось встановити, що блоки у більш ранній період належали різним спорудам Афінського акрополя. Зокрема 6 блоків західних дверей становили основу масивної скульптурної групи, що зображувала колісницю, запряжену кіньми (на цих блоках і нині помітні подряпини в місцях, де кріпились копита коней та колеса колісниці), а також групи бронзових статуй воїнів, які описав Павсаній. Три інші блоки західних дверей — мармурові таблички фінансової звітності, за якими встановлено основні етапи будівництва Парфенона.

## Християнський храм

### Історія

Реконструкція Маноліса Корреса: Парфенон як християнський собор у XII столітті. Східний фронтон. У внутрішньої колонади демонтовані центральні метопи

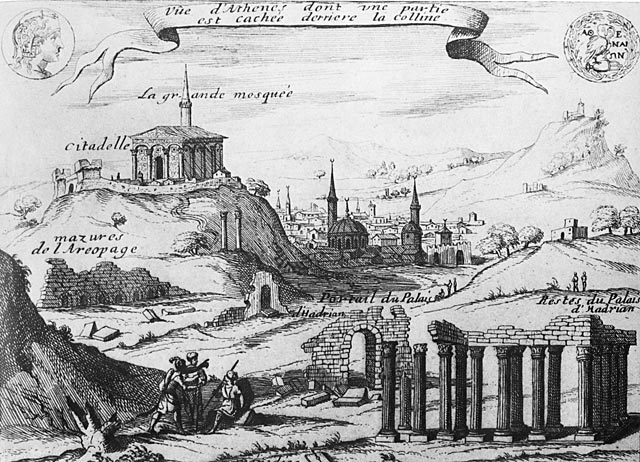
Парфенон після прибуття в Афіни Франческо Морозіні, Малюнок 1672—1676 років. Невідомий венеційський автор подає Парфенон мечеттю із мінаретом, проте з невірною кількістю колон — 4 на 5.

Парфенон залишався храмом богині Афіни впродовж тисячі років. Точно невідомо, коли саме він став християнською церквою. В 4 столітті Афіни занепали та перетворились на провінційне місто Римської імперії. У 5 столітті храм пограбовано одним з імператорів, а всі його скарби перевезли до Константинополя. Існують відомості, що за патріарха Павла III Константинопольського Парфенон було перебудовано на храм Св. Софії.
На початку 13 століття понівечено та зруйновано статую Афіни Промахос в період Четвертого хрестового походу. Статуя Афіни Парфенос, імовірно, зникла ще у 3 столітті до н. е. під час пожежі або й раніше. Римські і візантійські імператори неодноразово видавали укази про заборону язичницького культу, однак язичницька традиція в Елладі була надто сильною. На сучасному етапі прийнято вважати, що Парфенон став християнським храмом приблизно в 6 столітті нашої ери.
За часів Візантії він слугував православним кафедральним Собором Пресвятої Богородиці і четвертим за значимістю паломницьким центром Східної Римської імперії після Константинополя, Ефеса та Салонік. В 1018 році імператор Василій II Болгаробійця прибув до Афін після блискучої перемоги над болгарами з єдиною метою — вклонитися Парфенону.
На початку 13 століття в добу Латинської імперії до влади в Афінах прийшов бургундський воєначальник Отон де ла Рош, а в соборі розпоряджався французький архієпископ. Нетривалий час Парфенон використовувався як католицька церква під назвою Notre Dame d'Athenes — Собор Афінської Богоматері. У наступні два з половиною століття в результаті нападів найманців, військових переворотів і дипломатичних інтриг контроль над Афінами перейшов від французів до каталонців. Афіни та прилеглі території — Герцогство Афінське — включили до Арагонського королівства в 1311 році. Афіни залишалися під управлінням Каталонської компанії до 1386 року. Офіційною мовою Афін у цей час слугувала каталанська, а офіційною релігією — католицизм. 1387 року влада перейшла до родини флорентійських банкірів Аччаюолі, тоді грецька мова знову стала офіційною, грецька православна церква отримала заступництво з боку нових правителів. Одночасно на Афіни претендували венеційці та османи, тому за можливість правління та протекторат Аччаюолі платили турецькому султану данину. Хоча в цей час Пропілеї перетворили на добре укріплений, пишний ренесансний палац, часта зміна правителів майже не позначилась на зовнішньому вигляді Парфенона. Змінювалась тільки назва: каталонська Санта-Марія-де-Сетінас на італійську Санта-Марія-ді-Атене.

### Перебудови та оздоблення

Схема конструкції Парфенону християнської доби його історії

В цілому античні храми легко перетворювались на християнські. Оздоблення їх було стриманим, тому християни могли пристосовувати його для потреб власного культу. Завдяки тому, що християнські церкви розташовувались в античних храмах, зберігалась первісна конструкція останніх. Якщо ж язичницький храм залишався покинутим, його розбирали на будівельні матеріали. Втім перехід від язичницького храму до церкви позначився на архітектурі Парфенона. В античну добу вхід до Парфенона розташовувався у східній частині під фронтоном, скульптури якого зображували Народження Афіни. Однак саме у східній частині християнського храму має розташовуватись вівтар. Тому на місці колишнього входу побудували апсиду, для зведення якої використали фрагменти античних пам'ятників Акрополя неподалік від Парфенона. З цього часу для головного західного входу облаштували невеликі двері, праворуч від великих західних дверей античного Парфенону, які християни принципово вирішили не використовувати.
В результаті перепланування прибрано внутрішні колони та деякі стіни целли, через що демонтували центральну плиту фризу. Зовнішня колонада перетворилась на зовнішню стіну християнського храму: прорізи заповнили рівно на половину від їх висоти. У східній частині храму, де раніше стояла Афіна Парфенос роботи Фідія, побудували наву нового собору з кафедрою, перегородкою та троном митрополита. Цей митрополичий трон зберігся донині. Він створений із мармуру і прикрашений скульптурою, що зображує крилату фігуру — імовірно, янгола. Три нові двері дозволяли пройти у колишню задню, західну частину храму, яка тепер виконувала роль нартекса із баптистерієм та купіллю. Аби зробити храм світлішим, з кожної сторони високо від підлоги додали кілька вікон. Деякі з них прорубували просто у скульптурному фризі.
Хоча у внутрішньому оздобленні храму знадобились менші зміни, більшість скульптур античного Парфенону втрачені: ті з них, що можна було пристосувати до християнських богослужінь залишали, але більшість знищена. Священну східну частину християнського храму не могла прикрашати сцена народження богині Афіни. Ці барельєфи зняли з фронтону. Ще складнішою проблемою поставали плити метоп. Зняти метопи, розташовані з трьох боків Парфенону, не пошкодивши при цьому самої споруди, було неможливо. Тому зображені на метопах сцени затирали до тих пір, поки вони ставали невпізнаваними. На думку дослідників, скульптурний фриз із зображенням процесії залишився майже неушкодженим тільки тому, що був малодоступним для споглядання з головної вулиці Акрополя, та й сама процесія не мала чітко вираженого язичницького характеру. Тільки одна метопа північного фасаду (за № 1) виявилась недоторканою: композиція її нагадувала християнам сцену Благовіщення. Насправді ж вона зображувала фігуру богині Афіни та богині Гери, в яких тепер впізнавали Діву Марію та архангела Гавриїла. Імовірно, з подібної причини повністю зберігся західний фронтон, який змальовував суперечку між Афіною та Посейдоном за панування в Аттиці.
Не зважаючи на те, що середньовічні Афіни були провінційним, бідним містом, афіняни всіляко підтримували пишність оздоблення храму. 1018 року візантійський імператор Василій II Болгаробійця спеціально відвідав Афіни, аби помилуватись Собором Пресвятої Афінської Богоматері. Він передав у дарунок собору коштовності, захоплені під час воєн, серед яких золотий голуб. Його описав візантійський священик і науковець Михайло Хоніат, який у 1175 році залишив свою паству в Константинополі і повернувся до Афін, де прийняв сан митрополита Афінського. Хоніат писав про дивовижну лампаду в соборі, яка горіла день і ніч, а над вівтарем розміщувався символ Святого Духа — золотий голуб із золотою короною, він постійно обертався навколо хреста.
Імовірно, за попередника Хоніата будівля собору Пресвятої Афінської Богоматері зазнала значніших змін. Апсида у східній частині зруйнована і відбудована наново. Нова апсида впритул примикала до античних колон, тому центральну плиту фризу демонтували. Цю плиту із зображенням «сцени з пеплосом», пізніше використану для побудови украплень на Акрополі, знайшли агенти лорда Елгіна, нині вона експонується в Британському музеї. За самого Михайла Хоніата внутрішнє оздоблення храму відновлювали, в тому числі розпис Судний день на стіні портика, де розташовувався вхід, розписи із зображенням Страстей Христових у нартексі, низку розписів, які змальовували святих та попередніх афінських митрополитів. Усі розписи Парфенона християнської доби в 1880-х роках вкрили товстим шаром білил, проте на початку 19 століття маркіз Бьютський замовив з них акварелі. Саме за цими акварелями дослідники встановили сюжетні мотиви розписів та приблизний час створення — кінець 12 століття. Приблизно в той же час стелю апсиди прикрасили мозаїкою, яка за кілька десятиліть обвалилась. Скляні фрагменти її також експонуються у Британському музеї.
24 і 25 лютого 1395 року в Афінах побував італійський мандрівник Ніколо де Мартоні, який залишив у своїй «Книзі паломника» (нині у Національній бібліотеці Франції, Париж) перший після Павсанія систематичний опис Парфенона. Мартоні представляє Парфенон пам'ят ою виключно християнської історії, проте головним багатством вважає не численні реліквії та шановану ікону Богородиці, написану євангелістом Лукою та прикрашену перлинами й коштовними каменями, а копію Євангелія, написану грецькою мовою на тонкому золоченому пергаменті святою рівноапостольною Оленою, матір'ю Костянтина Великого, першого візантійського імператора, що офіційно прийняв християнство. Також Мартоні оповідає про хрест, видряпаний на одній з колон Парфенона святим Діонісієм Ареопагітом.

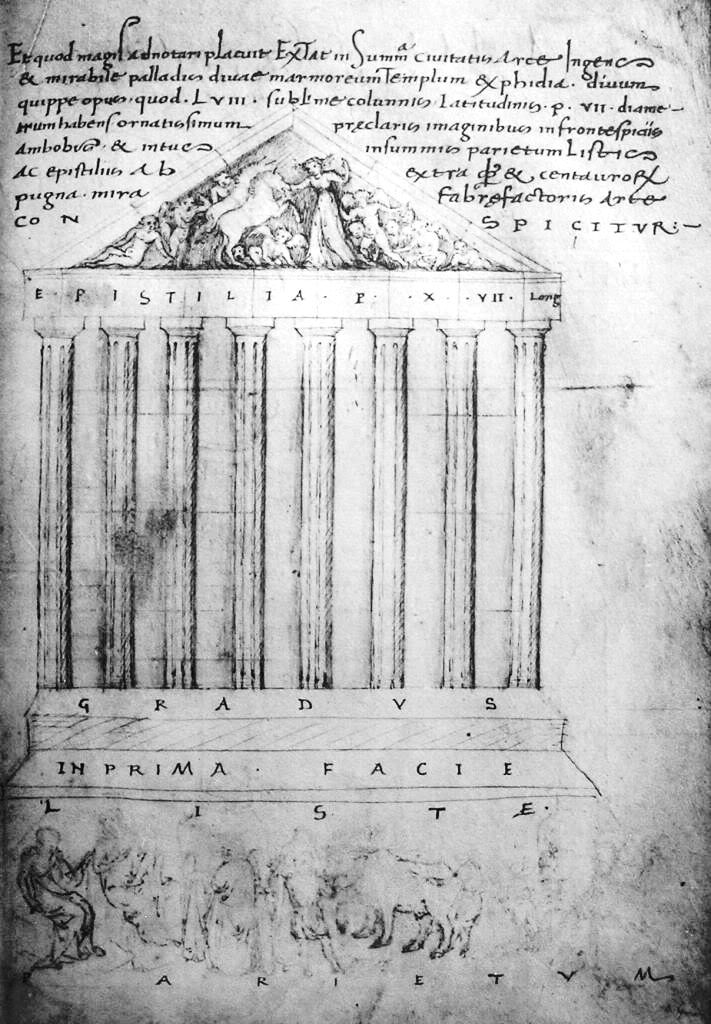
Малюнок Кіріако Анконського, який відвідав Парфенон у 1436 та 1444 роках. В примітках коротко описує собор та називає його «божественним творінням Фідія»

Подорож Мартоні збіглася із початком правління родини Аччаюолі, представники якої виявили себе щедрими доброчинцями. Неріо I Аччаюолі наказав інкрустувати двері собору сріблом, крім того він заповів собору усе місто, віддаючи Афіни у володіння Парфенона. Найзначніше доповнення до собору доби латинократії — вежа біля правої частини портика, побудована після захоплення міста хрестоносцями. Для її будівництва використали блоки, зняті з задньої частини усипальниці римського вельможі на пагорбі Філопаппу. Вежа мала слугувати дзвіницею собору, крім того її оснастили гвинтовими сходами, які піднімались до самого даху. Оскільки вежа загородила маленькі двері до нартекса, знову почали користуватись центральним західним входом Парфенона античної доби.
Під час правління в Афінах Аччаюолі створений перший, найранішній з тих, що збереглись донині, малюнок Парфенона. Його виконав Чіріако ді Піцциколі, італійський купець, папський легат, мандрівник та поціновувач класики, відомішим як Кіріако Анконський. Він відвідав Афіни в 1436 та 1444 роках і зупинився в розкішному палаці, на який були перетворені Пропілеї, аби засвідчити свою повагу до Аччаюолі. Кіріако залишив детальні замітки та цілу низку малюнків, проте вони знищені пожежею 1514 року в бібліотеці міста Пезаро. Одне із зображень Парфенона вціліло. Воно змальовує храм із 8 доричними колонами, точно вказане розташування метоп — epistilia, вірно зображений фриз із відсутньою центральною метопою — listae parietum. Проте будівля сильно витягнута, а скульптури на фронтоні зображують сцену не схожу на суперечку Афіни та Посейдона. Це дама 15 століття із парою коней, що встали на диби, в оточенні ренесансних янголів. Сам опис Парфенона доволі точний: кількість колон — 58, а на метопах, що збереглись найкраще, вірно припускає Кіріако, зображена сцена боротьби кентаврів із лапітами. Кіріако Анконському належить і найперший опис скульптурного фризу Парфенона, на якому, як він вважав, зображені афінські перемоги доби Перикла.

## Мечеть

### Історія
В 1458 року Афіни завойовані Османською імперією під проводом султана Мехмета ІІ — безжалісного завойовника та водночас ерудита, поціновувача мистецтв. До кінця свого правління Мехмет ІІ Фатіх заволодів всією Грецією і Балканами, планував підкорення Родоса, Південної Італії. З іншого боку, він збирав бібліотеки, замовляв картини та скульптури у провідних італійських майстрів. Як свідчить переказ, коли Мехмет ІІ вступив в Афіни, його приголомшила велич та витонченість Акрополя. Менш з тим, на пагорбі розмістився турецький гарнізон, а у флорентійському палаццо, на який перетворили Пропілеї, оселився дісдар — військовий комендант. У невеличкому храмі Ерехтейоні облаштували султанський гарем. Парфенон майже одразу перетворили на мечеть. На мінарет перетворили дзвіницю, замінили християнське оздоблення храму та забілили найхарактерніші християнські символи розпису.
На початку турецького правління Афіни і Акрополь зникли із маршрутів західно-європейських мандрівників: серйозною перешкодою стали періодично поновлювані у 16 та 17 століттях військові дії між венеційцями та османами. Якщо ж хтось і наважувався подорожувати Східним Середземномор'ям, то відвідати пам'ятки Афін було практично неможливо, турецький гарнізон припиняв вхід сторонніх на Акрополь. 1632 року французький мандрівник писав, що Парфенон перетворений на мечеть і стверджував, що храм має овальну форму, імовірно, через те, що оглядав його зі значної відстані. В 1675 року лондонці Жакоб Спон та його друг Джордж Велер, аби подивитись Акрополь, підкупили охоронця-турка, запропонувавши йому кавові зерна. Велер писав:
| Старий вояка, що охороняв замок, товариш і повірена особа дісдара, все-таки пропустив нас за три міри кави, дві з яких він віддав дісдару, а одну залишив собі. |

### Перебудови та оздоблення
Найдетальніший опис Парфенона османського періоду належить Евлії Челебі, турецькому дипломату та мандрівнику. Він відвідав Афіни кілька разів впродовж 1630—1640-х років Евлія Челебі відзначав, що перетворення християнського Парфенону на мечеть не надто відобразилось на його внутрішньому вигляді. Основною особливістю храму залишався балдахін над вівтарем. Також він описував, що чотири колони із червоного мармуру, які підтримували балдахін, відполіровані до блиску. Підлога Парфенона викладена відполірованими мармуровими плитами до 3 м кожна. Кожний з блоків, які прикрашали стіни, майстерно поєднаний з іншим таким чином, що межа між ними непомітна оку. Челебі відзначив, що панелі на східній стіні храму настільки тонкі, що здатні пропускати сонячне світло. Цю особливість згадували також Ж. Спон та Дж. Велер, припустивши, що насправді цей камінь — фенгіт, прозорий мармур, який за свідченням Плінія, був улюбленим каменем імператора Нерона. Евлія згадує, що срібна інкрустація головних дверей християнського храму знята, а античні скульптури та розписи вкриті білилами, втім шар білил нетовстий і можна розгледіти сюжет розпису. Далі Евлія Челебі наводить список персонажів, перераховуючи персонажів язичницької, християнської і мусульманської релігій: демони, сатана, дикі звірі, дияволи, чарівниці, янголи, дракони, антихристи, циклопи, страховиська, крокодили, слони, носороги, а також Херувім,архангели Гавриїл, Серафім, Азраїл, Михаїл, дев'яте небо, на якому перебуває престол Господа, чаші ваг, які зважують гріхи та чесноти тощо.
Евлія не наводить опис мозаїк, виконаних із золотих шматочків та шматочків різнокольорового скла, які пізніше знайдуть в ході розкопок на Афінському акрополі. Проте мозаїки побіжно згадують Ж. Спон та Дж. Велер, більш детально описуючи зображення Діви Марії в апсиді за вівтарем, яке збереглось від попередньої християнської епохи. Вони розповідають і про переказ, за яким у турка, що вистрілив у фреску Марії, відсохла рука, тому османи вирішили більше не шкодити храму.
Хоча турки і не мали бажання захищати Парфенон від руйнування, не мали вони на меті й повне спотворення чи руйнування храму. Оскільки неможливо точно встановити час затирання метоп Парфенону, турки могли продовжувати цей процес. Однак в цілому вони здійснили менше руйнувань будівлі, аніж християни за тисячу років до османського правління, які перетворили величний античний храм на християнський собор. Увесь час, поки Парфенон слугував мечеттю, мусульманське богослужіння відбувалось в оточенні християнських розписів та зображень християнських святих. В подальшому Парфенон не перебудовувався і теперішній його вигляд зберігся незмінним з 17 століття.
Починаючи з 1660 року настав період миру між венеційцями та османами, Афіни знову почали відвідувати мандрівники. Розповсюдженими стали не тільки подорожні записки, але й дослідження грецької античної спадщини. Втім поряд із оригінальними творами траплялись підробки. Так, Андре-Жорж Гійе де ла Гієтьєр ніколи не бував у Греції, проте 1669 року написав книгу, базуючись на документах та оповідях інших авторів. 1674 року Афіни відвідав Шарль Олів'є, маркіз де Нуантель, французький посол в Османській імперії, який мав при собі серед пошту художника — Жака Каррея, який створив серію малюнків вцілілих скульптур Парфенона. Хоча вони ідеалізовані та створені під впливом естетики доби Відродження, все ж відповідають сучасному уявленню археологічної точності.

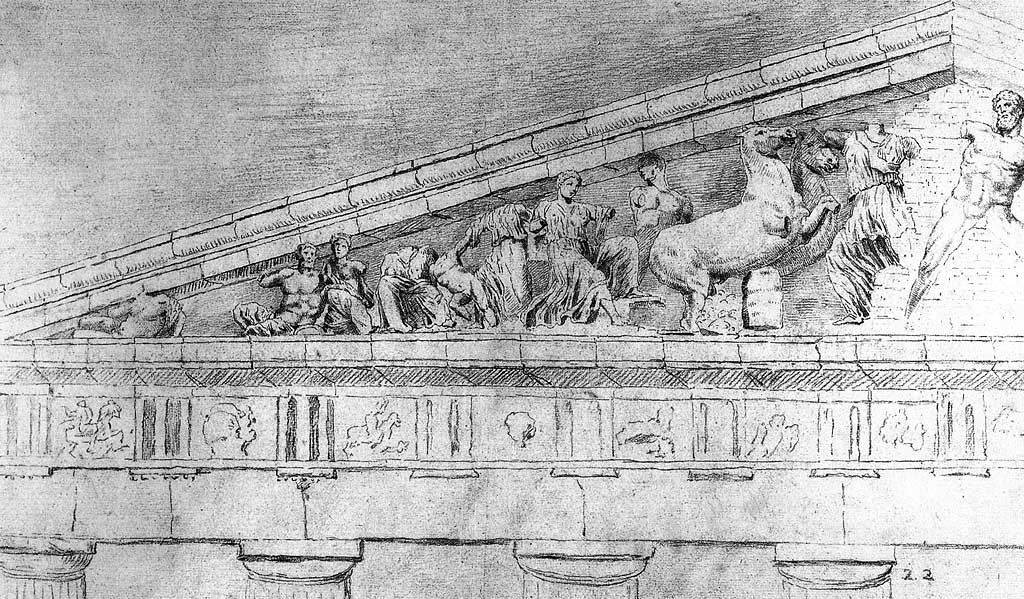
Малюнки Жака Каррея. Лівий фрагмент та правий фрагмент…
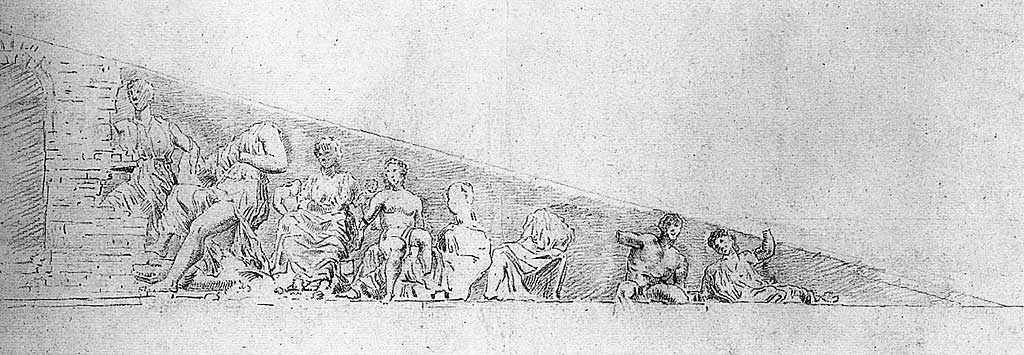
західного фронтону Парфенона, який зображував суперечку Афіни з Посейдоном

### Зруйнування

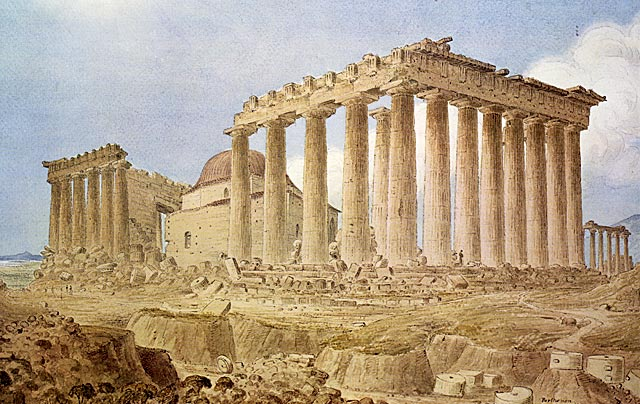
Зруйнований Парфенон із залишками собору-мечеті. Джеймс Скін, 1838

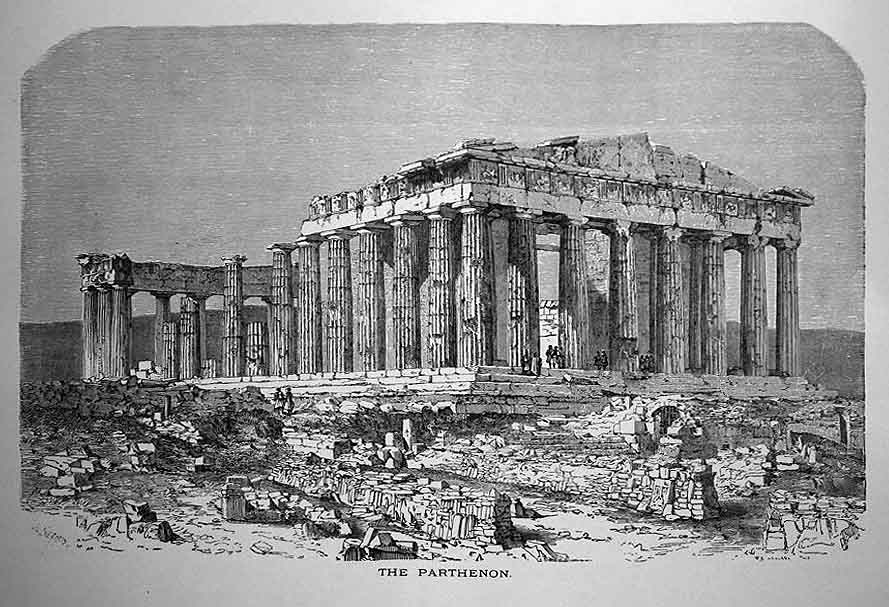
Парфенон. Ілюстрація до енциклопедії "Подорожі та мандрівки, або Сцени в багатьох країнах..." під редакцією Лео де Коланжа, 1887

Мир між туркам та венеційцями виявився нетривалим. У вересні 1687 року Парфенон зазнав найстрашнішого удару: венеційці під проводом дожа Франческо Морозіні захопили укріплений турками Акрополь. 28 вересня шведський генерал Кенігсмарк, який стояв на чолі Венеційської армії, віддав наказ обстрілювали Акрополь із гармат на пагорбі Філопапу. Коли гармати поцілили у Парфенон, що слугував османам пороховим складом, той вибухнув і частина храму вмить перетворилась на руїни. У попередні десятиліття турецькі порохові склади неодноразово вибухали. 1645 року у склад, облаштований в Пропілеях акрополя, влучила блискавка, при цьому загинув дісдар та його родина. 1687 року, коли на Афіни напали венеційці спільно із союзницькою армією Священної Ліги, турки вирішили розташувати свої боєприпаси, а також сховати дітей та жінок просто у Парфеноні. Вони могли розраховувати на товщину стін та перекриттів або сподіватись на те, що противник-християнин не обстрілюватиме будівлю, яка кілька століть слугувала християнським храмом.
Судячи зі слідів обстрілу тільки на західному фронтоні, у Парфенон влучило близько 700 гарматних ядер. Загинуло не менше 300 осіб, їх останки знайшли в ході розкопок в 19 столітті. Центральна частина храму була зруйнована, зокрема 28 колон, фрагмент скульптурного фризу, внутрішні приміщення, які колись слугували християнською церквою та мечеттю; дах у північній частині завалився. Західний фронтон виявився майже неушкодженим, і Франческо Морозіні забажав вивезти у Венецію його центральні скульптури. Проте риштування, якими користувались венеційці, під час робіт розвалились, а скульптури зруйнувались, впавши не землю. Кілька уламкових фрагментів все-таки вивезли в Італію, решта залишилась на Акрополі. З того часу історія Парфенона стає історією руїн. Свідком зруйнування Парфенона стала Анна Очер'єльм, фрейліна графині Кенігсмарк. Вона описала храм та момент вибуху. Невдовзі після остаточної капітуляції турків, прогулюючись Акрополем, серед руїн мечеті вона знайшла арабський манускрипт, переданий братом Анни Очер'єльм в бібліотеку шведського міста Уппсала. Відтак після своєї двохтисячолітньої історії Парфенон більше не міг використовуватись як храм, оскільки був зруйнований набагато сильніше, аніж можна уявити, побачивши його сьогодні — результат багаторічної реконструкції. Джон Пентланд Магаффі, який відвідав Парфенон за кілька десятиліть до початку відновлювальних робіт, відзначив:
| Якщо дивитись знизу, із міста, то передній та задній фасади храму здаються залишками двох різних будівель. |
З політичної точки зору, зруйнування Парфенона мало мінімальні наслідки. За кілька місяців після перемоги венеційці відмовились від влади над Афінами: їм бракувало сил для подальшого захисту міста, а епідемія чуми зробила Афіни цілком непривабливими для загарбників. Турки знову облаштували гарнізон на Акрополі, щоправда менших масштабів, серед руїн Парфенону звели й нову невеличку мечеть. Її можна побачити на першій з відомих фотографій храму, створеній 1839 року.

## Від зруйнування до реконструкції

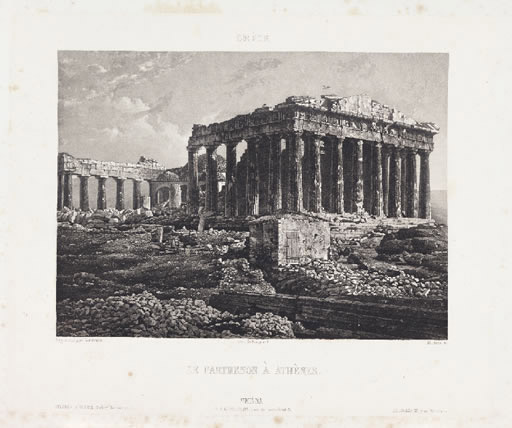
Найранішня з відомих фотографія Парфенона 1839 року, всередині залишки нової мечеті, зведеної серед руїн храму

У період занепаду Османської імперії, Парфенон, позбувшись захисту, руйнувався все більше. Афіняни використовували уламки храму для власного будівництва, товкли мармур на вапно, виламували цілі шматки храму, аби дістати свинцеві скоби. Водночас європейці отримали майже безперешкодний доступ до Афін та Парфенона зокрема. Майже століття тривало полювання на вцілілі його фрагменти та скульптури. Більшість мандрівників являли собою досить скромних колекціонерів класики, вони вивозили у своїх валізах за кордон невеликі скульптурні фрагменти. Деякі з них нині можна побачити в музеях різних країн світу, проте доля більшості залишається невідомою. Французький посол та знавець класичного мистецтва Огюст де Шуазель-Гуфф'є в 1780-х роках, використовуючи свої зв'язки, заволодів метопою та фрагментом фризу Парфенона. Нині вони експонуються в Луврі. Агент графа Шуазеля-Гуфф'є намагався вивезти і другу метопу, проте корабель захопив лорд Нельсон, а метопу пізніше придбав лорд Елгін.
Серед перших дослідників Парфенона були британці археолог Джеймс Стюарт та архітектор Ніколас Реветт. Стюарт першим опублікував малюнки, опис та креслення з вимірюваннями Парфенона для Товариства дилетантів у 1789 році. Крім того відомо, що Джеймс Стюарт зібрав чималу колекцію античних старожитностей Афінського акрополя та Парфенона. Вантаж відправив морем до Смірни, подальший слід колекції губиться. Проте один із фрагментів фризу Парфенона, вивезений Стюартом, знайшли 1902 року закопаним у саду маєтку Колн-Парк в графстві Ессекс, який успадкував син Томаса Естла, антикварія, попечителя Британського музею.
1801 року британський посол у Константинополі Томас Брюс лорд Елгін отримав дозвіл султана зробити креслення та створити копії старожитностей Афінського акрополя. Натомість агенти лорда Елгіна впродовж 1801—1811 років (сам він більшу частину цього періоду перебував поза межами Греції) вивезли близько половини вцілілих скульптур храму: деякі з них впали і підбирались біля підніжжя Парфенона, інші (найвідоміші та впізнавані нині) зняли безпосередньо з будівлі. Дії лорда Елгіна і нині зустрічають різні оцінки. Він міг переконувати себе, що рятує скульптури від небезпеки, оскільки не грабував місце археологічних розкопок у сучасному розумінні — Парфенон та Акрополь в цілому надто занепали. Водночас не можна відкидати самолюбні амбіції та жагу здобути славу того, хто привезе в Британію шедеври античного грецького мистецтва, оскільки поряд зі скульптурами Парфенона, агенти Елгіна вивезли до Лондона одну з шести Каріатид Ерехтейону, уламки його фризу, а також фрагменти архітектурних споруд інших грецьких областей. 1801 року лорд Елгін похвалився в листі з Константинополя:
| Бонапарт не отримав таких багатств від усіх грабувань в Італії, як я. Оригінальний текст (англ.) Bonaparte has not got such a thing from all his thefts in Italy. |
Досі залишається нез'ясованою і юридична сторона справи. Дії лорда Елгіна та його агентів регулювались фірманом султана. Чи суперечили вони йому, неможливо встановити, оскільки оригінал документу не знайдений, відомий тільки його переклад на італійську, виконаний для Елгіна при османському дворі. В італійському варіанті дозволяється здійснювати вимірювання та замальовувати скульптури, використовуючи драбини і будівельні ліси; створювати гіпсові зліпки, відкопувати фрагменти, поховані під ґрунтом під час вибуху. Переклад нічого не оповідає про дозвіл або заборону знімати скульптури з фасаду чи підбирати ті, що впали. Достеменно відомо, що вже серед сучасників Елгіна більшість критикувала принаймні використання різців, пил, мотузок і блоків для зняття скульптур, оскільки таким чином руйнувались вцілілі рівні будівлі. Ірландський мандрівник, автор кількох праць з античної архітектури Едвард Додвелл писав:
| Я відчував невимовне приниження, ставши свідком того, як Парфенон позбавляли його найкращих скульптур. Я бачив, як знімають кілька метоп з південно-східної частини будівлі. Аби підняти метопи, довелось скинути на землю чудовий карниз, що їх захищав. Така ж доля спіткала й південно-східний кут фронтону. Оригінальний текст (англ.) I had the inexpressible mortification of being present, when the Parthenon was despoiled of its finest sculptures. I saw several metopes at the south east extremity of the temple taken down. They were fixed in between the triglyphs as in a groove; and in order to lift them up, it was necessary to throw to the ground the magnificent cornice by which they were covered. The south east angle of the pediment shared the same fate. |

## Незалежна Греція

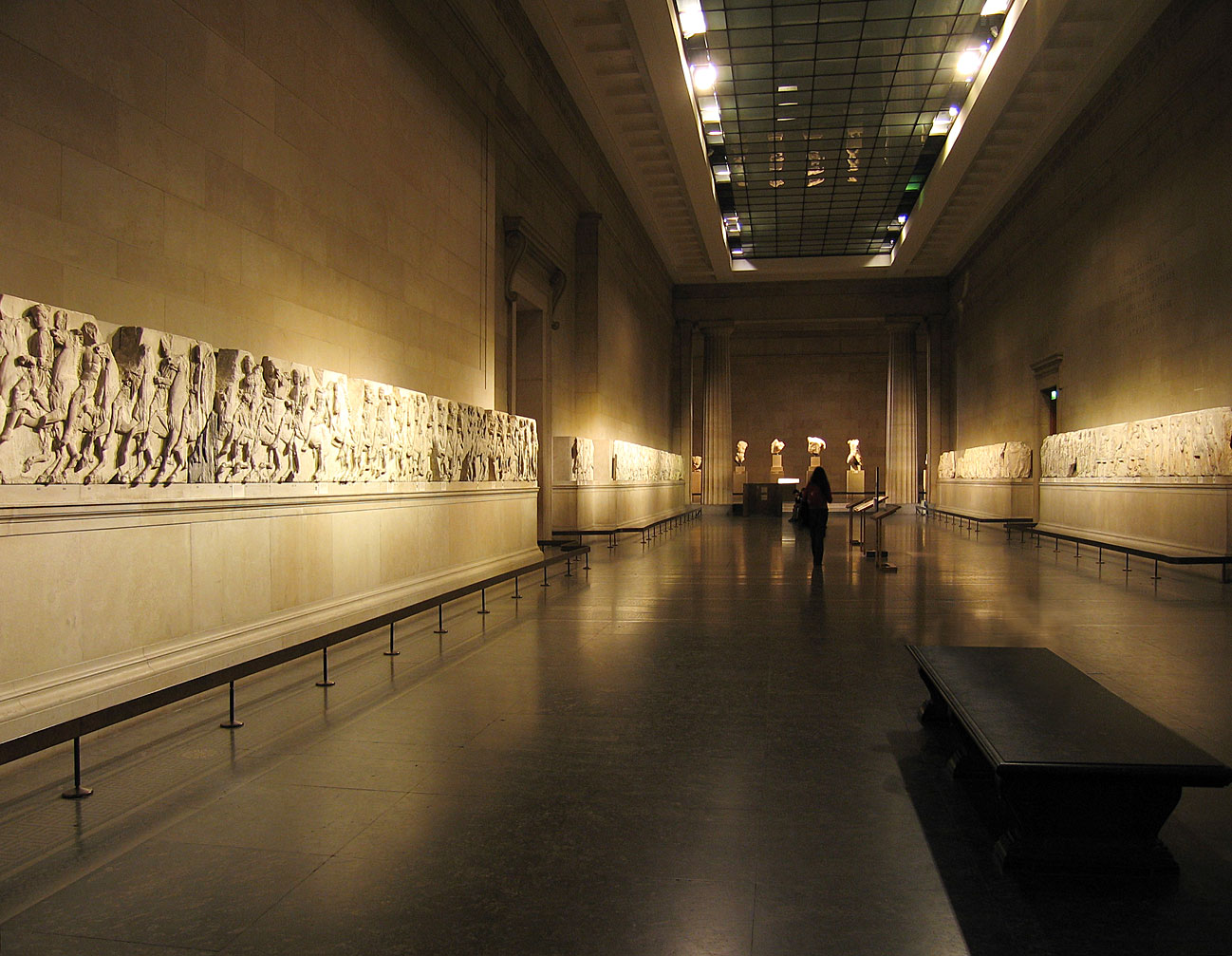
Зала Дювіна у Британському музеї, в якій експонуються Мармури Елгіна

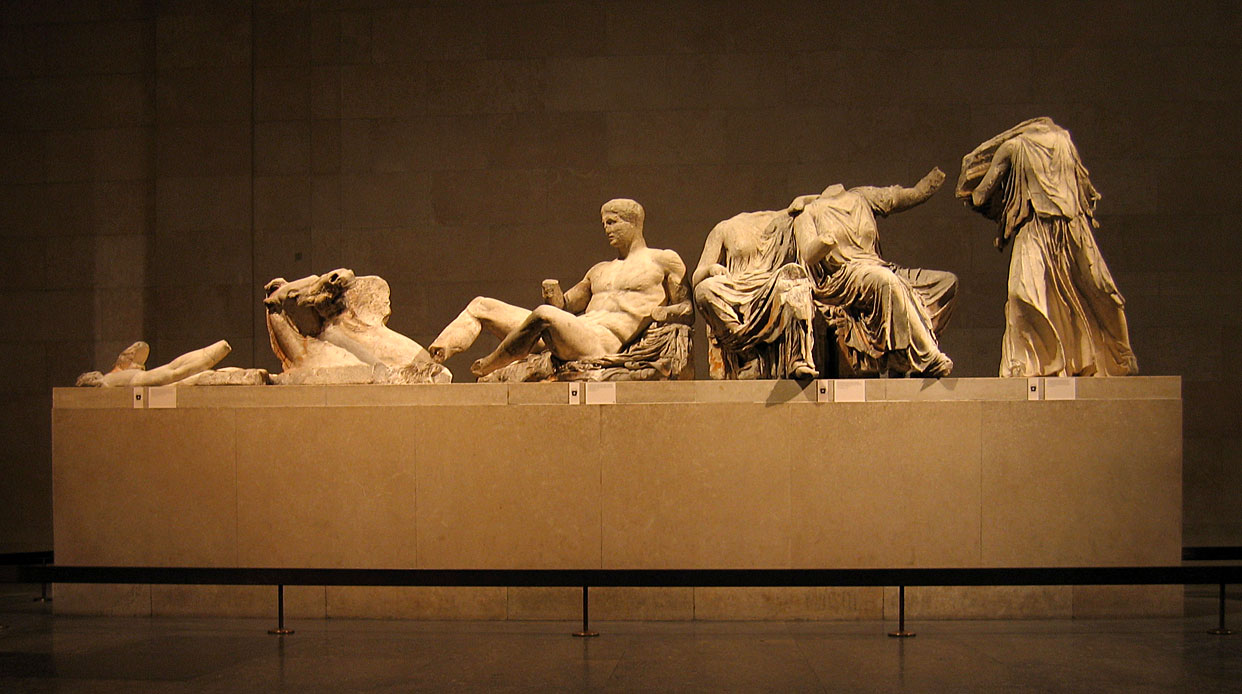
Деякі скульптури східного фронтону, вивезені лордом Елгіном до Лондона, Британський музей

Афіни приєднались до незалежного Грецького королівства у 1832 році. 28 серпня 1834 року під час пишної церемонії в баварському стилі Парфенон офіційно проголосили пам'яткою античної спадщини. Молодий король Оттон, вже як голова держави, під звуки оркестру ввійшов у Парфенон, де із промовою виступив Лео фон Кленце, проголосивши пам'ятки давньогрецького мистецтва найважливішими символами молодої держави. Так в історії Парфенона розпочалась доба археології та реставрації.
1835 року баварський гарнізон залишив Афіни, і Акрополь перейшов під контроль новоутвореної Грецької археологічної служби. Через півстоліття на Акрополі не залишилось жодного сліду «варварської присутності». Одразу зруйнували залишки турецького поселення, включаючи мінарет біля Парфенона; знесли рештки ренесансного палаццо, римські скульптури Акрополя, а також Франкську вежу. До 1890 року розкопки настільки просунулись, що досягли материнської породи пагорба. Відтак на Афінському акрополі можна побачити лише те, що вирішили залишити археологи 19 століття: кілька пам'яток 5 століття до н. е. на тлі спустошення, майже повністю позбавлені своєї пізнішої історії. Такий підхід викликав нарікання серед сучасників. Особливого резонансу набуло зруйнування 1875 року Франкської вежі. Англійський історик Едуард Август Фріман писав:
| Вкрай обмежено бачити в афінському Акрополі лише місце, де, як у музеї, можна подивитись тільки великі творіння епохи Перикла… Принаймні не можна допускати, аби люди, які називають себе науковцями, за власним почином чинили безглузде руйнування. Оригінальний текст (англ.) It is but a narrow view of the Akropolis of Athens to look on it simply as the place where the great works of the afe of Perikles may be seen as models in a museum… At all events, let not men callins themselves scholars lend themselves tj such deeds of wanton destruction. |
Проте офіційна археологічна політика залишалась незмінною до 1950-х років, коли пропозицію прибрати сходи у середньовічній вежі в західній частині Парфенона різко відхилили. Водночас розгорталась програма реставрації зовнішнього вигляду храму. Ще в 1840-х роках частково відновили чотири колони північного фасаду і одну колону південного фасаду. 150 блоків повернули на місце в стіни внутрішніх приміщень храму, решту простору заповнили сучасною червоною цеглою. Найбільше активізував роботи землетрус 1894 року, який значною мірою зруйнував храм. Перший цикл робіт завершили 1902 року, їх масштаби були досить скромними, і проводились вони під егідою комітету міжнародних консультантів. До 1920-х років і довгий час після головний інженер Ніколаос Баланос працював вже без зовнішнього контролю. Саме він розпочав програму відновлювальних робіт, розраховану на 10 років. Планувалось повністю реставрувати внутрішні стіни, укріпити фронтони і встановити гіпсові копії скульптур, вивезених лордом Елгіном. Зрештою найзначимішою зміною стало відтворення довгих секцій колонад, які сполучали східний і західний фасади.

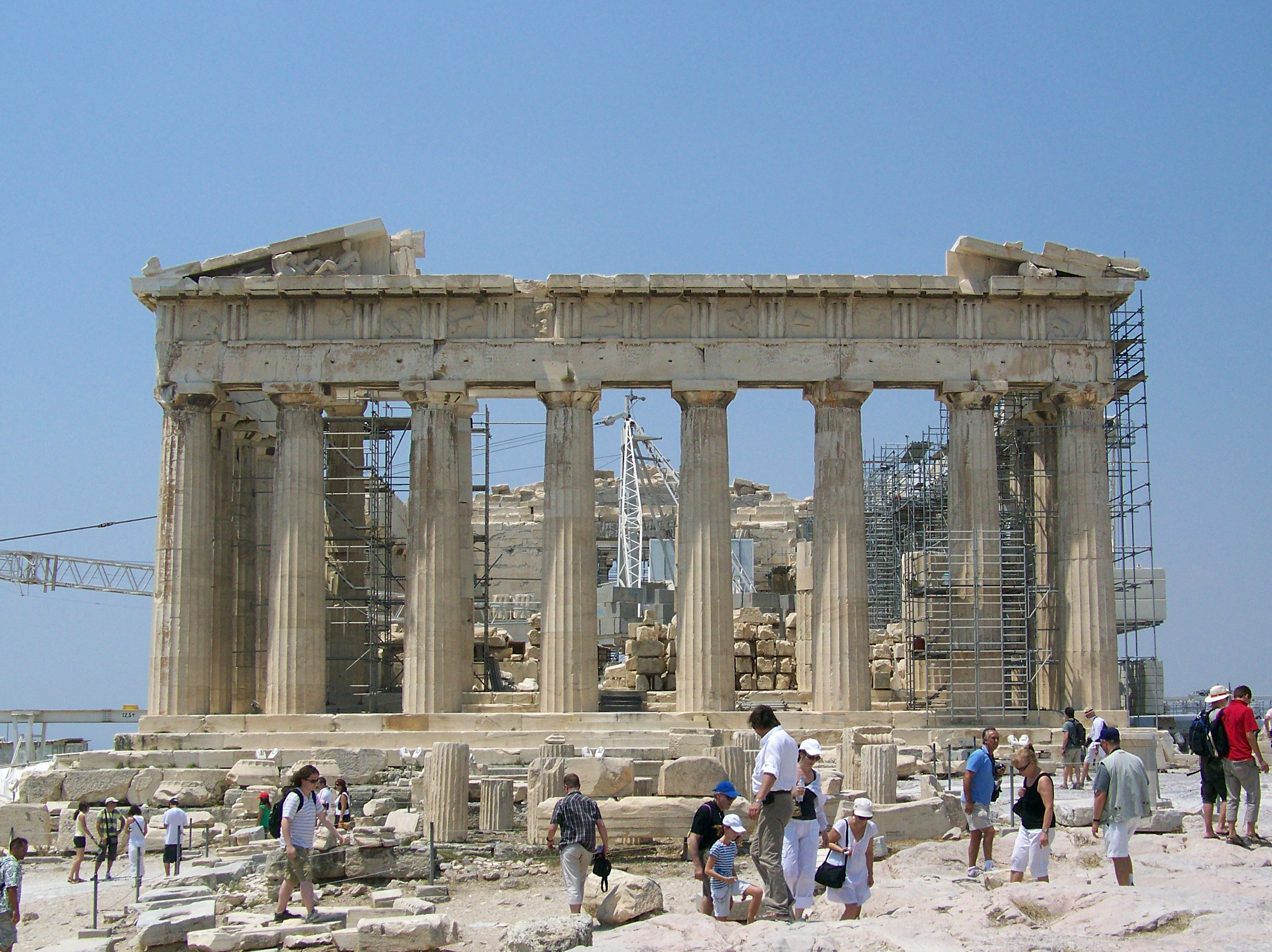
Реставрація Парфенона, східний фасад, 2008 рік

Завдяки програмі Баланоса зруйнований Парфенон набув свого сучасного вигляду. Втім з 1950-х років, вже після його смерті, досягнення неодноразово піддавались критиці. По-перше, не здійснювались спроби повернути блоки на їх первісне місце. По-друге, і найважливіше, Баланос використовував для з'єднання античних мармурових блоків залізні стрижні та скоби. З часом вони заіржавіли та деформувались, через що розтріскувались блоки. Наприкінці 1960-х років на додаток до проблеми кріплень Баланоса яскраво проявились результати впливу навколишнього середовища: забруднене повітря та кислотні дощі пошкодили скульптури та рельєфи Парфенона. 1970 року у доповіді ЮНЕСКО пропонувались найрізноманітніші шляхи порятунку Парфенона, в тому числі взяття пагорба під скляний ковпак. Зрештою 1975 року засновано комітет, що здійснює контроль за збереженням всього комплексу Афінського акрополя, а 1986 року розпочали роботи із демонтування залізних кріплень, застосованих Баланосом, та замінили їх на титанові. В період 2009—2012 років грецька влада реставруватиме західний фасад Парфенона. Частину елементів фриза замінять копіями, оригінали перевезуть до експозиції Нового музею Акрополя. Головний інженер робіт Маноліс Коррес вважає першочерговим завданням залатати дірки від куль, випущених по Парфенону в 1821 році під час Грецької революції. Також реставратори повинні оцінити збиток, нанесений Парфенону сильними землетрусами 1981 і 1999 років. В результаті консультацій вирішено, що до моменту завершення відновлювальних робіт всередині храму можна буде побачити залишки апсиди християнської доби, а також постамент статуї богині Афіни Парфенос; не меншу увагу реставратори приділятимуть слідам від венеційських ядер на стінах та середньовічним написам на колонах.
Важливим питанням для грецького уряду на сучасному етапі постає також повернення мармурів Елгіна, які нині являють собою один з центрів експозиції Британського музею. Ще на початку 1980-х років міністр культури Греції Меліна Меркурі започаткувала кампанію з повернення мармурів Парфенона в Грецію. Вона неодноразово зустрічалась із керівництвом Британського музею, британськими парламентаріями та науковцями. 1999 року відбулась конференція, на якій велась академічна дискусія про безвідповідальне «очищення» скульптур Джозефом Дювіном (див. «Оновлення» скульптур агентами Дювіна). Саме дії Дювіна значно послабили позицію Британського музею, що стверджував, ніби насправді врятував скульптури від небуття, забезпечив їм гідні умови зберігання. 2000 року відбулось слухання Спеціального комітету у справах культури, засобів масової інформації і спорту Британського парламенту у справі незаконного заволодіння Британським музеєм мармурів Парфенона. Грецьку сторону у конфлікті представляли зокрема Йоргос Папандреу, тодішній міністр закордонних справ Греції, та французький кінорежисер Жуль Дассен, чоловік Меліни Меркурі. 4 травня 2007 року у Лондоні відбулась зустріч радників обох урядів, проте домовленості досягнуто не було. Між тим 2006 року німецький Гейдельберзький університет став першою європейською організацією, яка передала грекам незаконно вивезений колись фрагмент античного шедевру.
У червні 2009 року в Афінах відкрився Новий музей Акрополя — один з найсучасніших музеїв у світі, який в змозі забезпечити мармурам Парфенона гідні умови зберігання. Британський музей запропонував Новому музею Акрополя передати оригінали як музейну позику та за умови, що грецький уряд визнає Британський музей їх законним власником. Грецький уряд відмовився від пропозиції, оскільки її прийняття означало б прощення факту викрадення мармурових скульптур понад 200 років тому. Одночасно в тенетах стартували кілька проектів електронної петиції за повернення скульптур Парфенона Греції, яка буде направлена уряду і Парламенту Великої Британії, в Британський Музей в Лондоні, Європейський Парламент, Раду Європи та Єврокомісію, в ООН та ЮНЕСКО — наприклад, Unite the Marbles та Bring Them Back. 6 березня 2009 року створено й Український Комітет за возз'єднання мармурових скульптур Парфенона, серед членів якого Борис Патон, Анатолій Зленко, Петро Толочко, Василь Хара, Олександр Возіянов, Ніна Клименко, Анатолій Мазаракі, Борис Олійник та інші.
3 березня 2011 року в газеті «Елефтеротіпія» грецькі археологи повідомили про знайдені 5 фрагментів фризу Парфенона на південній стіні Акрополя, імовірно, використані як будівельний матеріал під час першої реконструкції стін у 18 столітті. Донині вони вважались назавжди втраченими під час вибуху храму 1687 року.

## Копії Парфенона

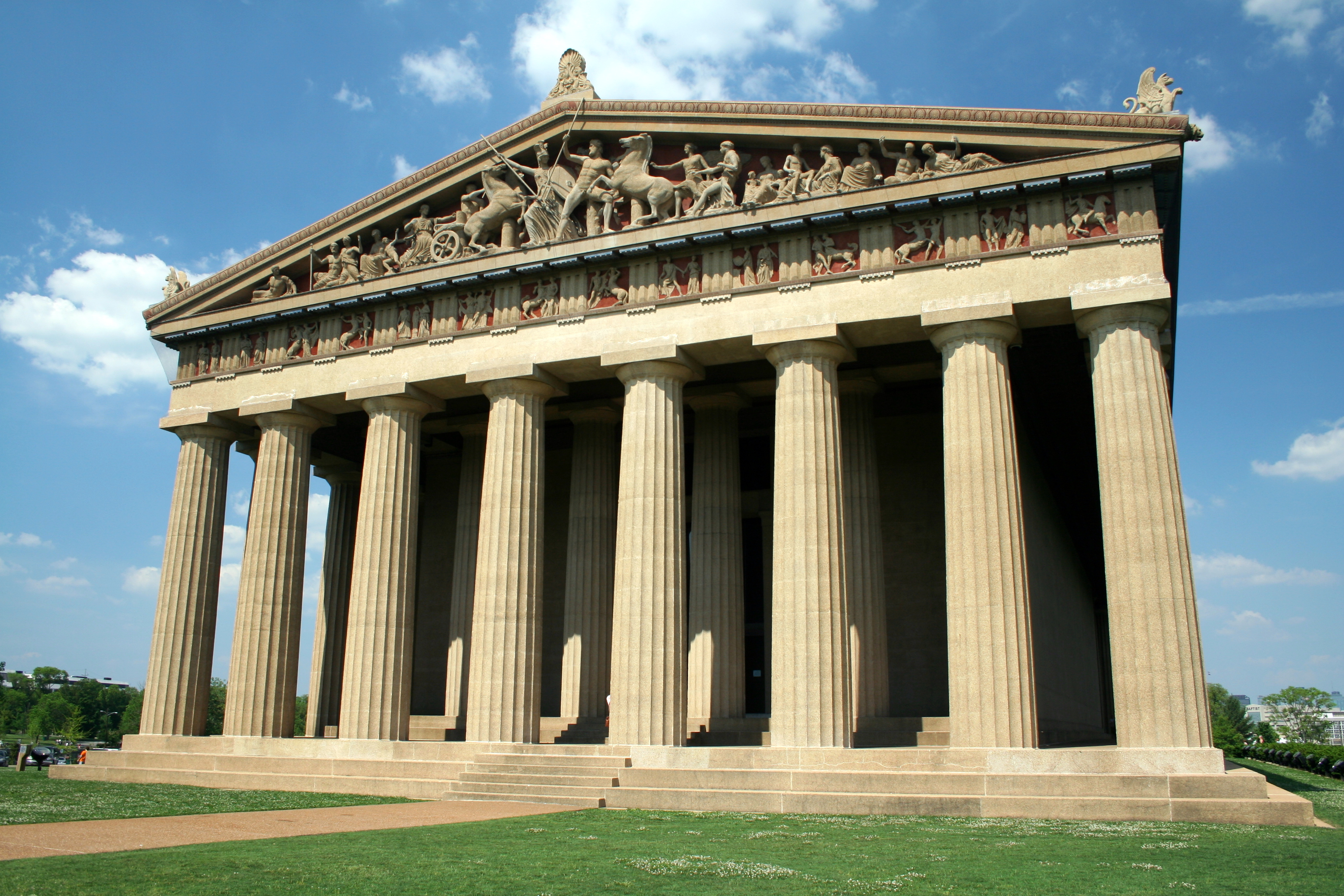
Нашвіллський Парфенон

В Європі можна зустріти копії Парфенона різноманітних розмірів та призначення. Найбільш рання наочна копія — Валгалла поблизу міста Регенсбурга в Німеччині, задумана королем Людвигом І Баварським, батьком першого короля Греції Оттона, як символ німецького єднання, і побудована за проектом архітектора Лео фон Кленце. 1816 року лорд Елгін запропонував звести в Единбурзі меморіал битві при Ватерлоо, зовні схожий на Парфенон. До 1829 року встановили 12 колон, але кошти, виділені на будівництво, закінчились. Цей меморіал і досі недобудований.
Наприкінці 19 — на початку 20 століття мода на грецьку античну класику досягла Америки. 1909 року Ванкуверська ліга розвитку острову в газеті «The Daily Colonist» запропонувала звести на пагорбі Бейкон копію Парфенона розміром 114 футів на 51 фут, тобто в масштабі 1:2. За кілька днів на шпальтах газети свою згоду надати фінансову допомогу будівництву зголосились кілька меценатів. Однак проект розкритикували, і він не був реалізований. Втім образ Парфенона відтворювався у багатьох громадських спорудах по всіх Сполучених Штатах: зокрема, у будівлях державних урядових установ, банків, музеїв. Найточніша повнорозмірна копія — Парфенон в місті Нашвілл, штат Теннессі. Його звели як павільйон для виставки, присвяченої 100-річчю штату Теннессі в 1897 році. Городянам настільки сподобалась споруда, що вони вирішили не розбирати павільйон, а 1920 року його перебудували з каменя. 1990 року в нашвіллському Парфеноні встановили копію богині Афіни Парфенос, близьку до афінського оригіналу. Статую створив скульптор Алан Леквір, щоправда замінивши слонову кістку та золото на гіпс та скловолокно. Існує макет зруйнованого Парфенону в масштабі 1:25 у тематичному парку Tobu World Square у Нікко, Японія.